# Storia di Monza

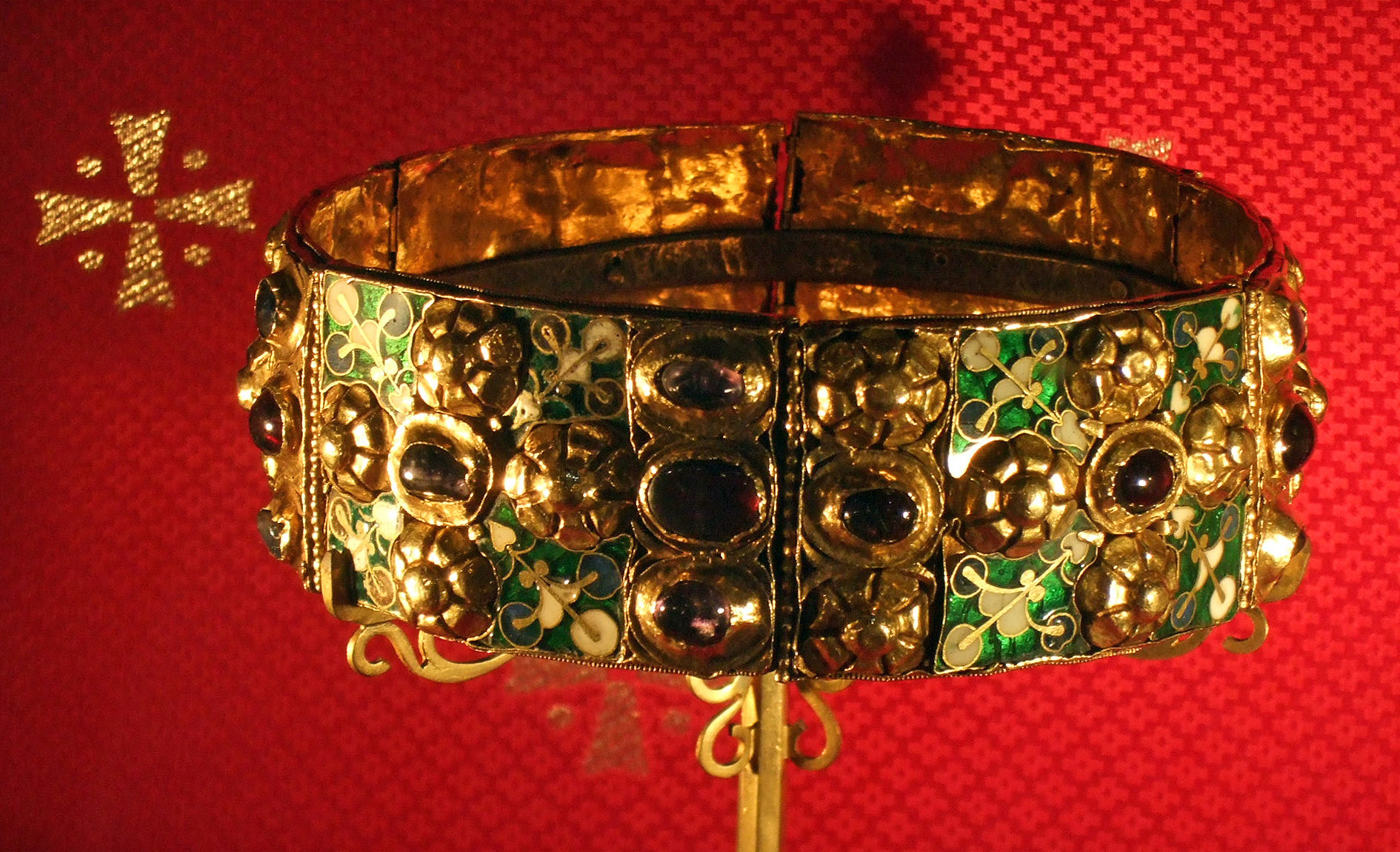
La Corona ferrea o Corona di ferro è un'antica corona conservata presso il Duomo di Monza e che per secoli fu usata per l'incoronazione di numerosi regnanti, fra cui i Re d'Italia. È anche considerata una reliquia dalla Chiesa cattolica per la tradizione che la considera realizzata con uno dei chiodi della Crocifissione di Gesù (circostanza smentita dalle analisi moderne, che hanno rivelato che la fascetta di sostegno interna è d'argento e non di ferro, escludendone la derivazione da un chiodo).

La storia di Monza inizia in epoca romana, con l'attestazione del vicus di "Modicia", anche se nel territorio monzese sono state rinvenute testimonianze di presenza umane molto anteriori. La città conobbe un periodo di particolare rilevanza politica e di intenso sviluppo artistico durante il VII secolo, quando fu residenza estiva del Regno longobardo; in seguito fece parte del Sacro Romano Impero, pur con ampi margini di autonomia, e infine, dall'XI secolo, entrò nell'orbita di Milano.
Libero comune nel XIII secolo, nel XIV Monza entrò nei domini dei Visconti di Milano, dei quali seguì la sorte passando prima sotto il controllo spagnolo e poi sotto quello austriaco, fino a diventare parte, nel 1859, del Regno di Sardegna, Regno d'Italia dal 1861, Repubblica Italiana (dal 1946).

## La leggenda del nome

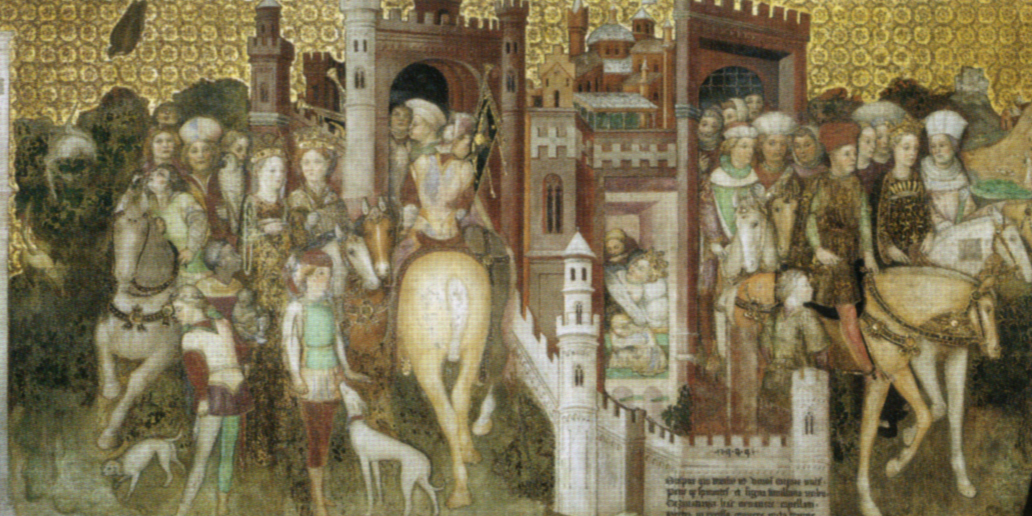
Sogno e partenza di Teodolinda
dagli affreschi della cappella di Teodolinda
Duomo di Monza.

Secondo una leggenda, la regina Teodolinda, per riposarsi durante una battuta di caccia del re e della corte longobarda, si addormentò lungo la riva del fiume Lambro.
In sogno avrebbe visto una colomba, simbolo dello Spirito santo, che le avrebbe pronunciato la parola modo, ad indicare che avrebbe dovuto dedicare quel luogo a Dio.  La regina a quel punto avrebbe risposto etiam, indicando la sua piena accondiscendenza al volere divino. Dall'unione delle due parole modo ed etiam sarebbe poi quindi nato il nome della città: Modoetia.
L'episodio è descritto, insieme ad altri della vita della regina, nel ciclo di affreschi, eseguito nel XV secolo dai fratelli Zavattari, che decora interamente le pareti della Cappella di Teodolinda nel Duomo di Monza.
Preferibile, tuttavia, è la tesi che deriva l'attuale nome di Monza dal germanico Mondschatz ovvero "prediletta dalla luna". Se ne trova conferma sia nelle incisioni della luna piena che si trovano in vari punti storici della città, sia nel dialetto locale dove gli abitanti stessi si definiscono "munciasc' " o "munciasch". 

## Preistoria
Urne e corredi funerari, armi, lucerne, spilloni, vasellame vario: questi ritrovamenti databili all'Età del bronzo (circa II millennio a.C.) sono state scoperti sia nella provincia monzese che nell'attuale città sul finire del XX secolo: questi ritrovamenti oggi sono conservati nei depositi dei Musei Civici.
Nela zona dell'attuale via Dante è stata rinvenuta una piccola necropoli di dodici sepolture con urne a forma biconica, armi e oggetti in bronzo. Altri oggetti più tardi, verso il X secolo a.C., sono stati scoperti nei pressi di Biassono.
Per il suo relativo isolamento dei suoi abitanti la zona di Monza entrò nell'Età del ferro in epoca molto più tarda rispetto ad altri territori italici.

## Epoca celtica

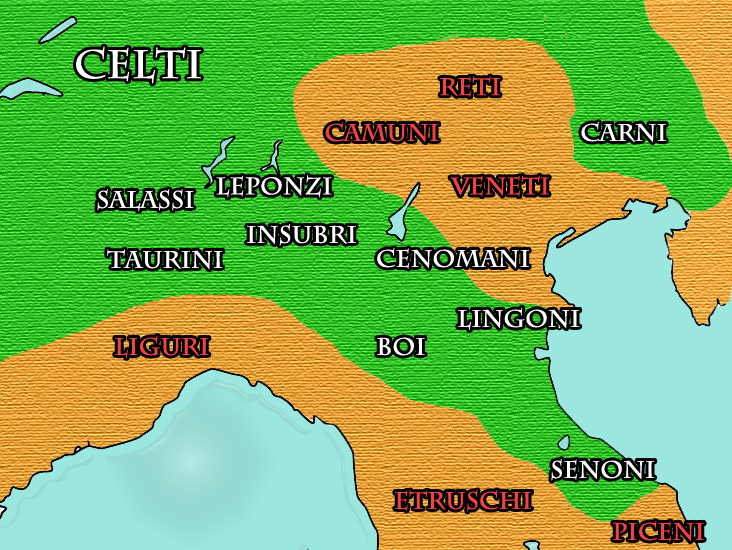
Popolazioni celtiche (in verde) della Gallia cisalpina

Intorno all'VIII secolo a.C. la Brianza viene a contatto con gli Etruschi che, per trasportare le loro merci oltre le Alpi, ne praticavano gli antichissimi passaggi ed i facili guadi su fiumi come il Lambro.
I Celti, popolazione indeoeuropea proveniente dal Caucaso, a partire dal IV secolo a.C. comincia a stabilirsi in varie tribù nell'Italia settentrionale. Abili guerrieri, i Celti sconfiggono gli Etruschi a Chiusi nel 390 a.C., vincono anche i Liguri ed i Veneti e diventano i padroni della pianura padana, spingendosi fino a Roma nelle loro razzie.
La tribù dei Celti Insubri si stabilisce intorno a Mediolanum (Milano), dividendosi in numerosi villaggi, tra cui quello che sarebbe diventata l'odierna Monza dove ne è documentata la presenza. 

Il gruppo che arriva a stabilirsi sulle rive del Lambro (lamb in indoeuropeo significa acqua) aveva nome Mòdsciat (più tardi latinizzato in Modìciates), si integra con gli originali abitanti dando origine al pagus di Mòdiscia.

 A favore di questa ipotesi etimologica sull'origine di Monza è la scoperta di un'ara romana dedicata ad Ercole dai giovani Modiciates.
Plinio il Vecchio descrive gli antichi originali abitanti della zona come dediti alla pastorizia e all'agricoltura di rape, frumento e vite. Fiorente era l'allevamento di maiali grazie all'abbondanza di boschi di querce.

## Epoca romana
Le varie tribù celtiche non strinsero mai alleanze tra di loro e furono facilmente sottomesse da Roma quando questa, a partire dal III secolo a.C., si affacciò nella pianura padana.
Nel 225 a.C. scoppiano le ostilità con i Romani, peraltro in quel tempo impegnati contro Cartagine. 
Alleati con i Liguri i Celti sono sconfitti a Talamone da Attilio Regolo e poi nell'anno 222 a.C. dai consoli Gneo Cornelio Scipione Calvo e Marco Claudio Marcello. 
Tuttavia, pochi anni più tardi, i Celti si sollevano nuovamente approfittando dell'arrivo di Annibale (218 a.C.).
Eliminato il pericolo di Annibale il console Claudio Marcello sconfigge gli Insubri nel 196 a.C.. 
La Gallia Cisalpina è quindi integrata con un diffuso insediamento di coloni, ma rimane regione foederataa Roma che ancora non le perdona il sostegno ad Annibale; nell'88 a.C. la Lex Pompeia de Gallia Citeriore la annovera tra le semplici colonie.
Sarà Giulio Cesare a concedere la cittadinanza romana solo nel 49 a.C. (a seguito dellaLex Roscia) come compenso al sostegno militare ricevuto all'inizio della Guerra Civile.

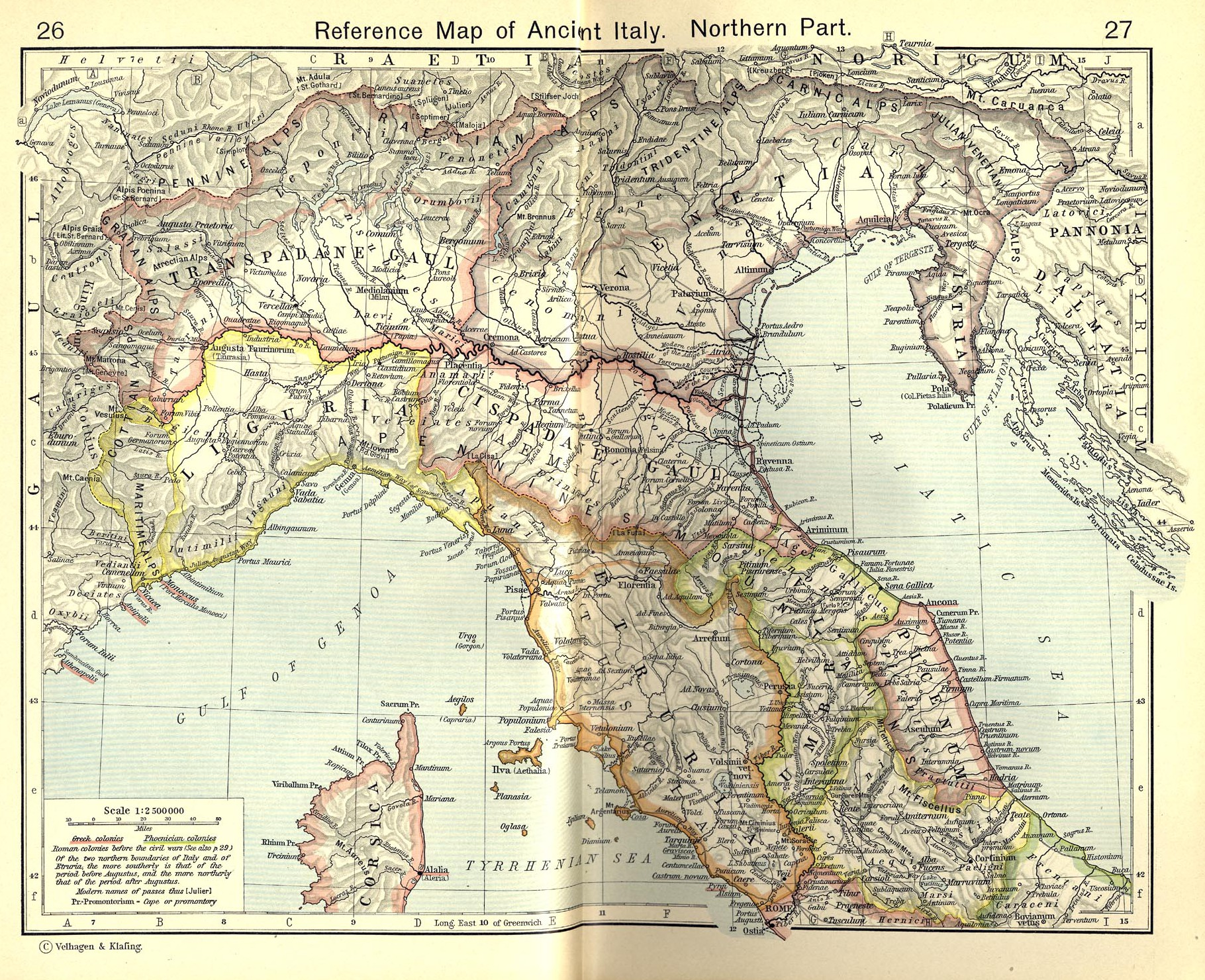
Regio XI Augustea
Gallia transpadana

Nella ripartizione di Augusto Modicia era inclusa nella Regio XI, il cui territorio corrispondeva all'antica Gallia Transpadana.
Il vicus di Mòdicia non era un municipio autonomo in quanto per la relativa vicinanza dipendeva dal municipium di Mediolanum; nodo stradale importante per le vie che collegavano Milano a Como e a Bergamo, la sua importanza cominciò a manifestarsi dalla fine del III secolo anche se il luogo continuò a mantenere un carattere essenzialmente agricolo.
Il nome latino della città era Mòdicia (come testimonia la dedica incisa su di un'ara del II secolo dedicata ad Ercole dagli Juvenes Modiciates) anche se non lo si ritrova menzionato nei documenti né di età repubblicana, né imperiale.
Dai ritrovamenti archeologici si è trovato che il nucleo principale della città era sulla sponda destra del fiume Lambro verso il Duomo, e un secondo nucleo, forse più tardo, era sulla sponda sinistra verso l'odierna chiesa di S.Maurizio. 

Le due zone erano collegate dall'unico monumento tuttora rimasto della Monza romana: il ponte sul fiume Lambro detto "di Arena". 

Il ponte sarebbe così chiamato perché si trovava nelle vicinanze di un luogo in cui i giovani praticavano attività ginnico-sportive; un'altra ipotesi si riferisce invece alla possibile esistenza di un piccolo anfiteatro, sulla riva sinistra del fiume, come suggerito dalla curva ellittica descritta dall'andamento dell'attuale via Vittorio Emanuele II.

Il ponte (che fu demolito nel XIX secolo per far posto all'odierno ponte dei Leoni) era lungo 70 metri e largo 4, era composto di sette archi ribassati in cotto e serizzo, uno dei quali è tuttora visibile. Da qui passava la strada che da Milano conduceva a Lecco e a Bergamo.

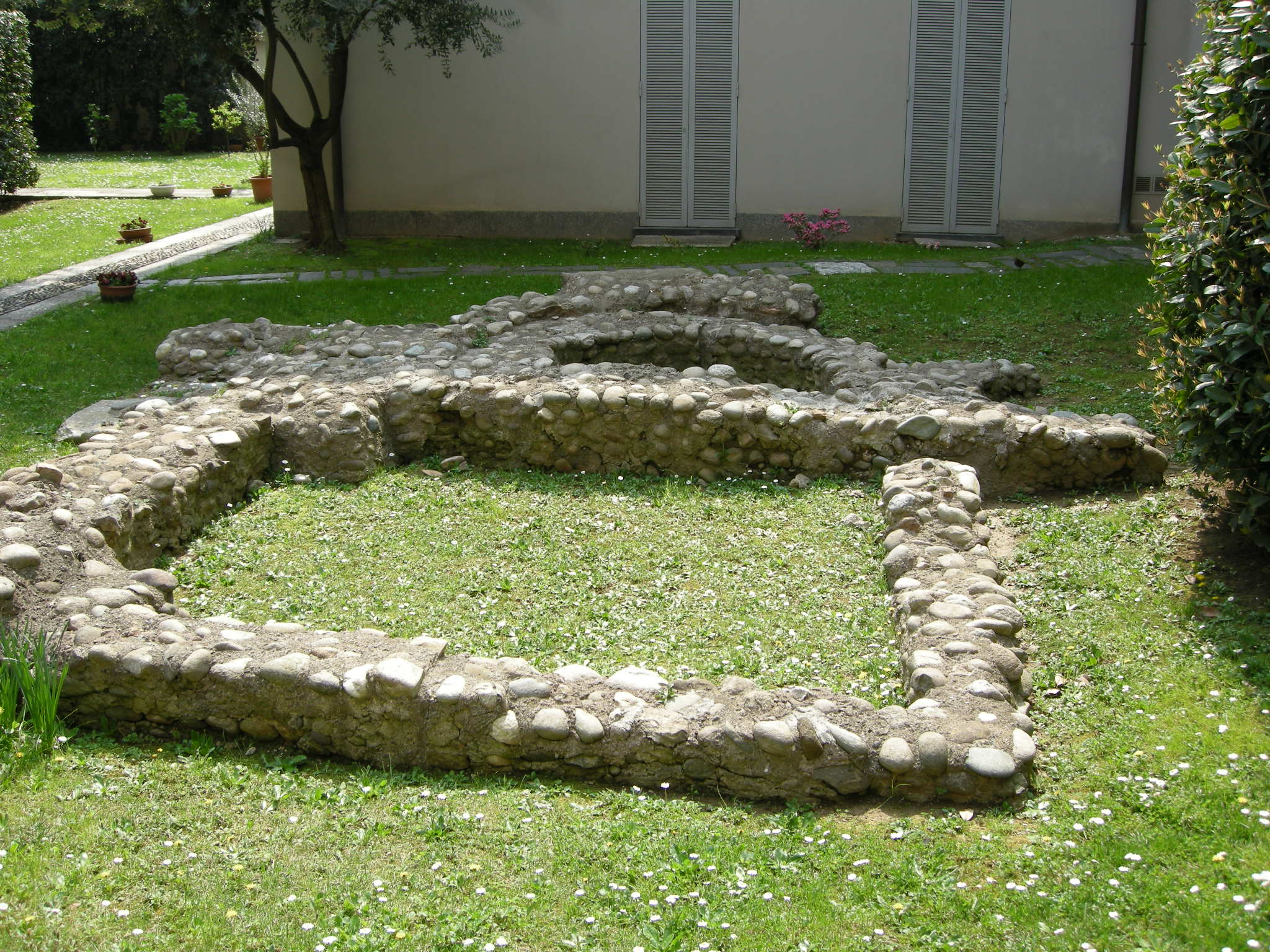
Ninfeo tardo romano
presso la Casa dei Decumani

Della Monza romana sono rimaste varie testimonianze quali ceramiche, grezze o dipinte, di uso quotidiano, are dedicate a Giove, Ercole e Mercurio, epigrafi e lapidi, sarcofagi, lapidi sepolcrali sia di legionari che di commercianti e piccoli proprietari, spesso dai nomi celtici romanizzati (un esempio è il gruppo di epigrafi che appartengono alla gens Sertoria, oggi conservate nei Musei Civici di Monza).

Le colonne che reggono il protiro del Duomo di Monza recano capitelli corinzi del II secolo d.C.. Sui fianchi del protiro sono murate due parti di un'urna funeraria romana; il lunotto medievale posto sopra il portale del Duomo è incorniciato da bassorilievi romani con amorini che lottano con animali feroci, mostri marini, un tritone, tranci di vite e di acanto.
Le fondazioni di un ninfeo tardo romano sono state risistemate nel giardino della cosiddetta casa dei Decumani, poco lontano dal luogo del ritrovamento avvenuto ad est della cappella del Rosario del Duomo.
In una zona non molto distante poteva anche trovarsi un'area sepolcrale, poiché i relativi materiali lapidei di recinzione furono reimpiegati come pilastri della stessa casa dei Decumani.

Strutture murarie tardo romane sono state rinvenute nelle zone di via Mapelli e Vittorio Emanuele.
La cristianizzazione, già consolidata a Milano, si diffuse in Brianza qualche secolo più tardi. Costantino, alla consacrazione ufficiale della nuova capitale Costantinopoli, indossa un elmo decorato da un diadema molto simile alla Corona ferrea.
Nell'ultimo periodo della decadenza dell'impero, nel 402, i Goti di Alarico saccheggiano la regione Transpadana e Stilicone è inviato a fronteggiarli con le forze romane ancora disponibili.

## Le invasioni barbariche
Alla disgregazione dell'impero romano Monza condivide le vicende dell'intera Italia che subisce lo stanziamento di nuovi popoli. Dapprima gli Eruli di Odoacre, che depone l'ultimo imperatore romano (476); qindi gli Ostrogoti di Teodorico (493), che sceglie proprio Monza come una delle sue residenze e vi fa costruire un palatium. Purtroppo del palazzo di Teodorico, peraltro menzionato da Paolo Diacono nella sua Historia Langobardorum, non è rimasta traccia apparente. Poi la guerra mossa da Giustiniano contro i Goti che porta alla riconquista bizantina dell'Italia (553). Infine l'arrivo in Italia dei Longobardi (568), guidati dal loro re Alboino: la conquista longobarda si estenderà a larga parte del territorio italiano (Langobardia Maior e Langobardia Minor) e comporterà un ruolo storicamente importante per la città di Monza (Modoetia).

## Epoca medievale

### I Longobardi e Teodolinda

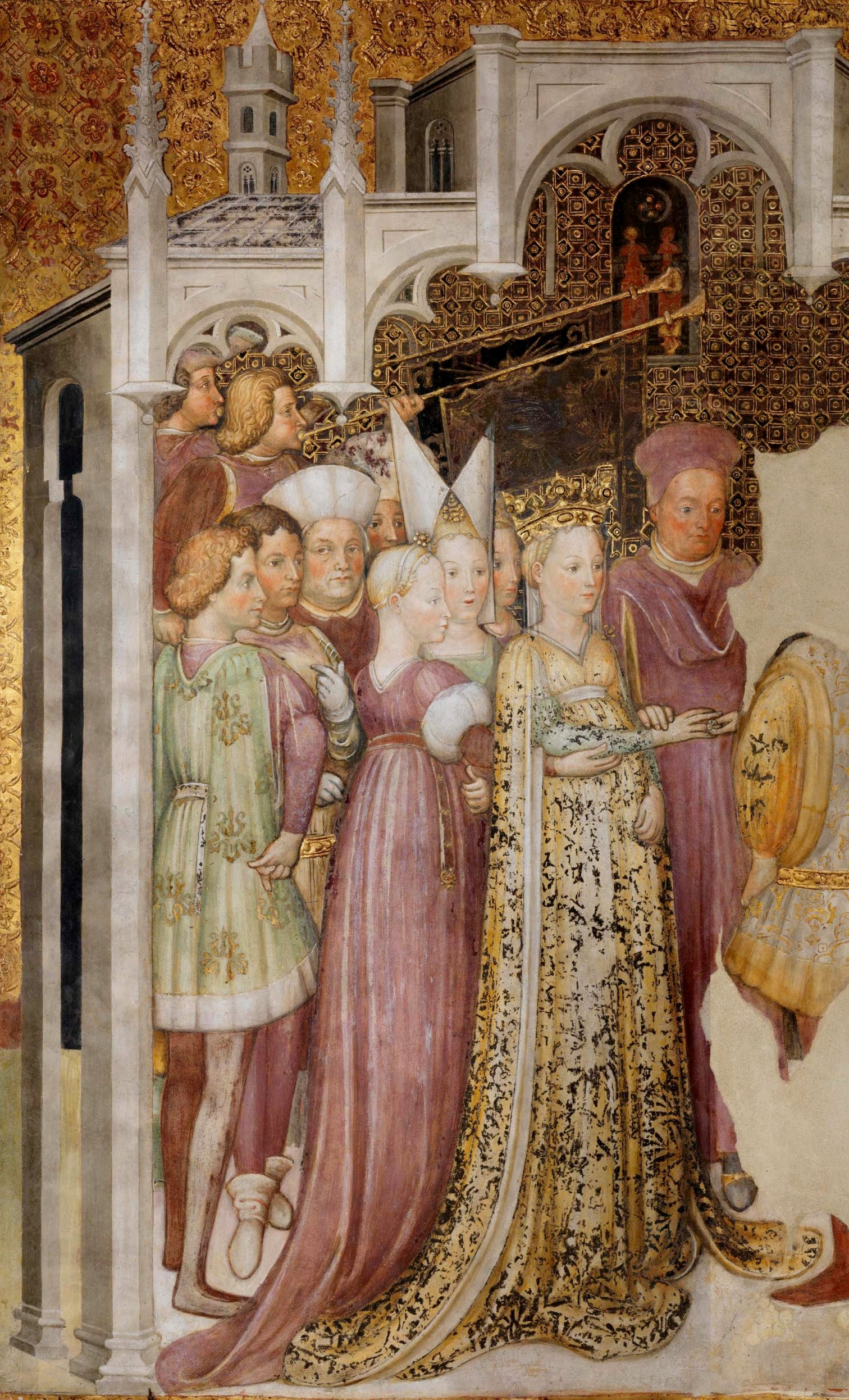
Teodolinda, affresco degli Zavattari, Cappella di Teodolinda, Monza, 1444.

La Corona ferrea
Museo e tesoro del duomo di Monza.

I domini longobardi alla morte di Agilulfo (616).

Non si hanno notizie storiche su Monza per tutto il periodo che intercorre tra la morte di Teodorico ed il regno di Autari che invece sarà, insieme a quello del suo successore Agilulfo, molto importante politicamente per la città.
Autari, terzo re in Italia dei Longobardi, aveva sposato, nel 589, Teodolinda, principessa cattolica bavarese, figlia del duca Garibaldo e di Valdrada principessa della stirpe longobarda dei Letingi.
Morto improvvisamente Autari nel 590, Teodolinda sposò in seconde nozze il duca di Torino, Agilulfo, incoronato re d'Italia. La coppia regale stabilì a Milano la propria capitale e a Monza la residenza estiva; Teodolinda si fece allora costruire un ricco palazzo a Monza. Anche di questa residenza regale non è rimasta traccia, se non nell'iscrizione sull'Evangeliario donato dalla regina alla chiesa di San Giovanni.
Teodolinda fece anche costruire, nel 595, vicino al suo palazzo e sulla riva del fiume Lambro un oraculum, cioè un luogo di preghiera, presto ampliato e dotato di molti ornamenti d'oro e d'argento: la prima basilica di San Giovanni Battista, adiacente il Palazzo Reale. Tutto ciò secondo la testimonianza dello storico longobardo dell'VIII secolo Paolo Diacono, che nella sua Historia Langobardorum scrive: «[…] Theudelinda regina basilicam beati Iohannis Baptistae […] in Modicia construxerat, qui locus supra Mediolanum duodecim milibus abest, […]».
Vestigia del tempio teodolindeo, quali muri del VI secolo, iscrizioni, lastre decorate a soggetto religioso si trovano tuttora a far parte dell'odierno Duomo, che forse ne comprende alcune navate. A lato dell'abside rimane anche una torre longobarda usata più tardi come campanile della Basilica e forse in origine posta a difesa dell'adiacente Palazzo Reale.
Più tardi nacque una leggenda riguardo alla costruzione dell'oraculum: secondo questa tradizione infatti Teodolinda, addormentatasi lungo la riva del Lambro durante una battuta di caccia del re e della corte longobarda, avrebbe visto in sogno una colomba, simbolo dello Spirito santo, che le avrebbe pronunciato la parola modo, ad indicare che avrebbe dovuto dedicare quel luogo a Dio. La regina a quel punto avrebbe risposto etiam, indicando la sua accondiscendenza al volere divino. Dall'unione delle due parole modo ed etiam sarebbe poi nato il nome della città: Modoetia. L'episodio è narrato, insieme ad altri della vita della regina, nel ciclo di affreschi dei fratelli Zavattari che decorano interamente le pareti della Cappella di Teodolinda nel Duomo di Monza.
Papa Gregorio Magno, grazie all'influenza della regina, sostenne la conversione al cattolicesimo del popolo longobardo, ancora in gran parte pagano o ariano. Per incoraggiare e confermare la fede del popolo il papa donò una serie di oggetti di culto, molti dei quali, carichi di valore storico ed artistico, sono ancora oggi conservati nel museo del Duomo, insieme anche a numerosi oggetti d'arte di questo popolo: tra questi l'Evangeliario di Teodolinda, che papa Gregorio Magno donò nel 603 alla regina dei Longobardi.
Teodolinda morì nel 627 e venne sepolta nell'Oraculum.
Nel 1308 i suoi resti furono trasferiti in un sarcofago nella Cappella a lei dedicata.
Dopo Teodolinda la Chiesa monzese andò assumendo un'importanza spirituale e temporale sempre maggiore. A suo capo fu posto un "Diacono custode" (che successivamente, nell'anno 879, divenne "Arciprete"). In questo periodo la Basilica monzese e le sue terre furono prima soggette a "Principi", cioè a feudatari inviati dai re longobardi residenti a Pavia.

Più tardi l'Arciprete di Monza giunse ad associare il potere temporale a quello spirituale.
Nell'anno 774 i Longobardi di Desiderio sono sconfitti dai Franchi di Carlo Magno che riceve la Corona ferrea nel 775.
Nel periodo carolingio Mòdoetia vede l'arrivo di nuovi feudatari e notabili franchi.

### IX secolo

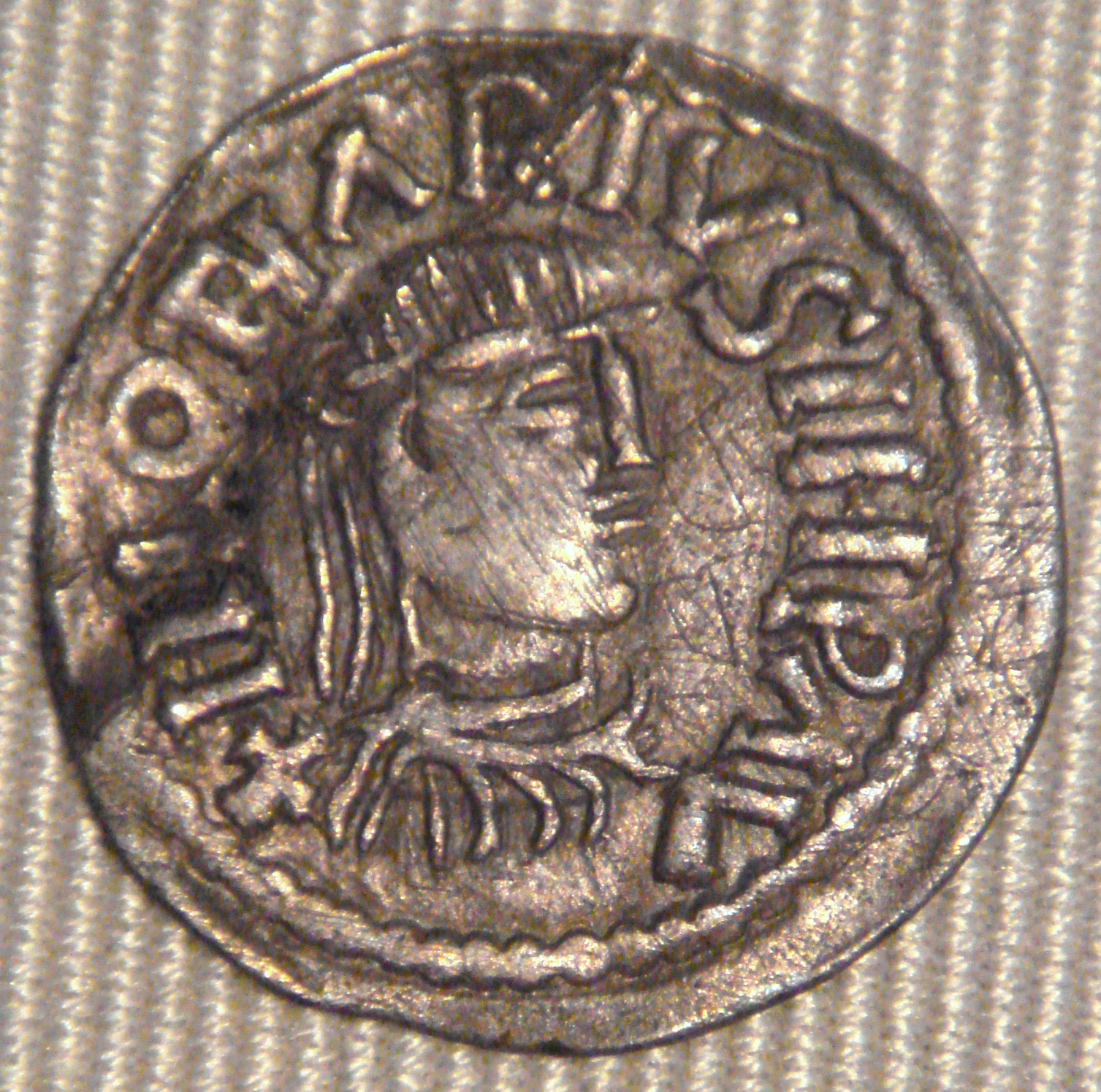
Denaro di Lotario, 855

Nell'843 l'Impero carolingio venne diviso in tre regni: Monza fa parte del Regnum Italicum, assegnato a Lotario I.
Lotario infeuda Monza ai coniugi Ugo e Abba di Tours, genitori di sua moglie Ermingarde. I loro discendenti domineranno la città per alcune generazioni.
A Monza è documentata l'esistenza di una Scuola capitolare e relativo Scriptorium presso il duomo di San Giovanni.
Nell'862 la città è sede notarile.
Nell'anno 881 Carlo il Grosso è a Monza, rilascia diplomi e, secondo alcuni storici, cinge la Corona ferrea.
Nel IX secolo il complesso dello Scriptorium, della Scuola e della Basilica dominano la cultura e l'economia monzese, ma comincia a insorgere rivalità con il complesso di Sant'Ambrogio milanese.

### X secolo
Il Glossario di Monza risale probabilmente ai primi decenni del X secolo.
Con Berengario I (850-924), duca del Friuli, divenuto re d'Italia e poi, nel 915, anche imperatore del Sacro Romano Impero, Monza torna nuovamente ad assumere l'importanza perduta dopo la morte della regina Teodolinda.
Berengario, incoronatovi imperatore con la Corona ferrea, sceglie Monza come sede imperiale e dalla città emana molti decreti per il governo dell'impero stesso. Vi fa anche costruire, presso la chiesa di San Giovanni, un castrum fortificato contro le incursioni degli Ungari.
Sotto il suo regno, Monza poté godere di una certa indipendenza: disponeva infatti di un proprio sistema di pesi e di misure; poteva anche confiscare beni e contrassegnare gli atti notarili con proprie segnature.
Berengario I fu molto generoso con Monza con numerose donazioni al suo Duomo, tra cui la famosa Croce, e concedendo ampi benefici ai suoi 32 canonici ed alle altre chiese. In particolare il dominio della chiesa monzese divenne consistente ed il suo Arciprete venne a riunire i ruoli di capo della Basilica e di Signore con potere politico.
Nel 956 viene aperta, ad est del Lambro, una nuova strada che conduce a Lodi. Monza è divisa in tre parti: Il vicus, composto da case, botteghe e laboratori legati all'agricoltura. Il pratum magnum, grande spazio pubblico per mercato e piazza d'armi. Infine il castrum cittadella fortificata accanto al Lambro, con due porte e che comprendeva il Duomo, le case degli ecclesiastici, dei nobili, dei ricchi mercanti.

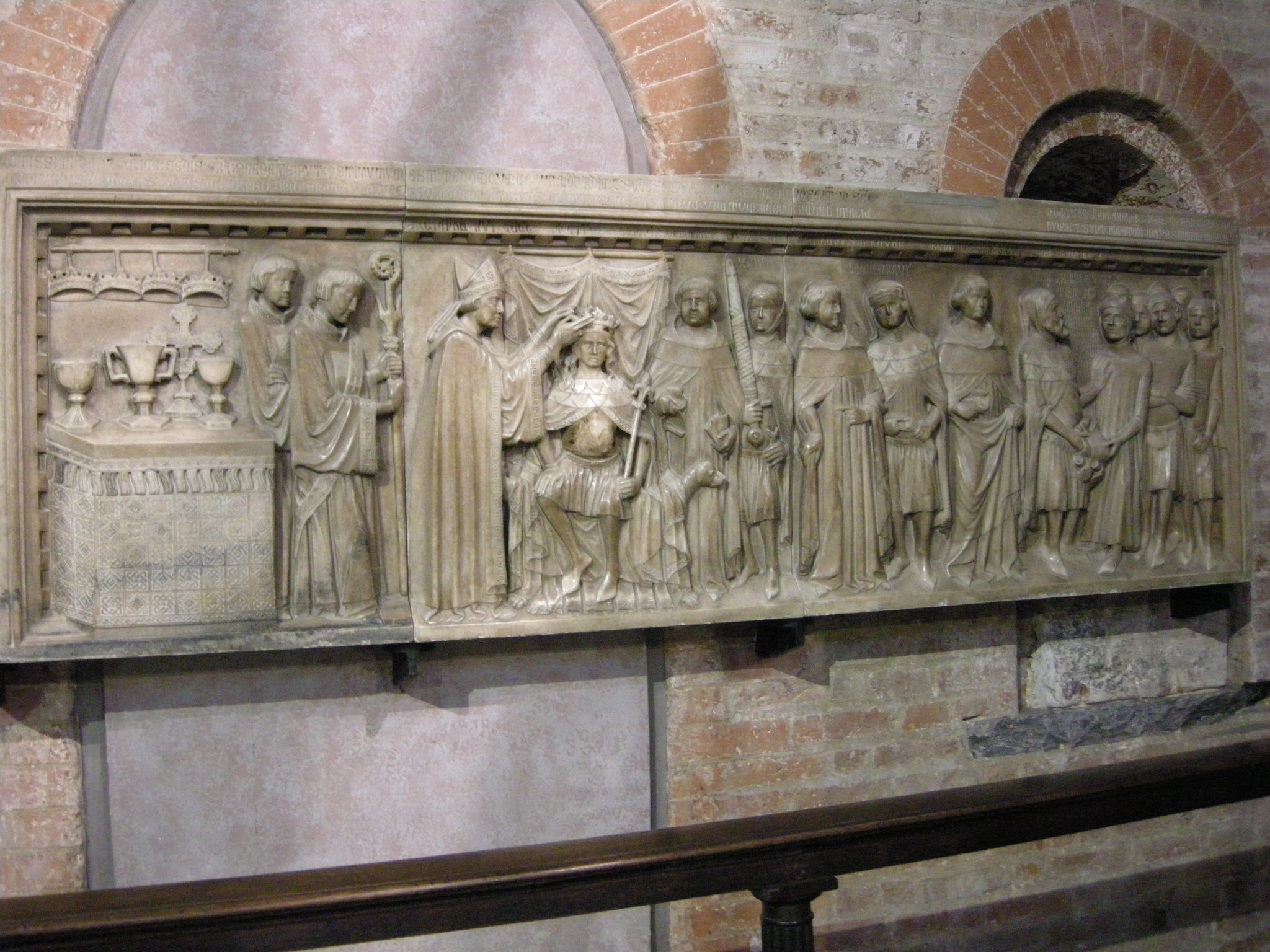
Bassorilievo dell'incoronazione
XIII secolo, Monza, Duomo

Anche Berengario II stabilisce la sua sede in Monza e fa doni alla Basilica di San Giovanni, tra i quali anche una corona. Così le corone momzesi in totale diventano quattro: la Corona ferrea, quella detta di Teodolinda, quella di Agilulfo (requisita e fusa da Napoleone) e quella donata da Berengario II; in effetti nel Duomo di Monza, sia nella lunetta sul portale che nel bassorilievo dell'incoronazione, sono raffigurate quattro corone.
Monza città fortificata ospita, nel 980, Ottone II proveniente dalla Germania . Nell'anno 1000 suo figlio Ottone III divenne protettore di Monza e di tutti i suoi possedimenti: Bulciago, Cremella, Lurago, Locate e Garlate.
La potenza economica della città ed il suo prestigio come sede di incoronazione affermatosi nel corso del X secolo andrà consolidandosi nei due secoli successivi, suscitando la rivalità di Milano che cercherà con varie e alterne vicende di sottometterla.

### XI secolo
Nel 1018, Ariberto d'Intimiano, già Signore di Monza, viene consacrato vescovo di Milano: così la città perde la propria autonomia rispetto alla potente e troppo vicina Milano. 

Sono gli anni che vedono le lotte tra Ariberto e l'imperatore Corrado II e l'adozione del Carroccio come simbolo cittadino. 

Alla sua morte, Ariberto lascia importanti donazioni alla Basilica e al clero monzese. In questa occasione dona al Duomo monzese un prezioso evangelario.
Enrico IV, in contrasto con il papa Gregorio VII, giunge a Monza dove si fa incoronare dall'arciprete Redoldo nel 1081.
Non si hanno documenti certi per ricostruire storicamente l'origine del Comune di Monza. La maggior parte degli studiosi propende per collocarla alla fine dell'XI secolo, o all'inizio di quello successivo, come reazione al forte potere politico esercitato dall'Arciprete sulla città.

### XII secolo

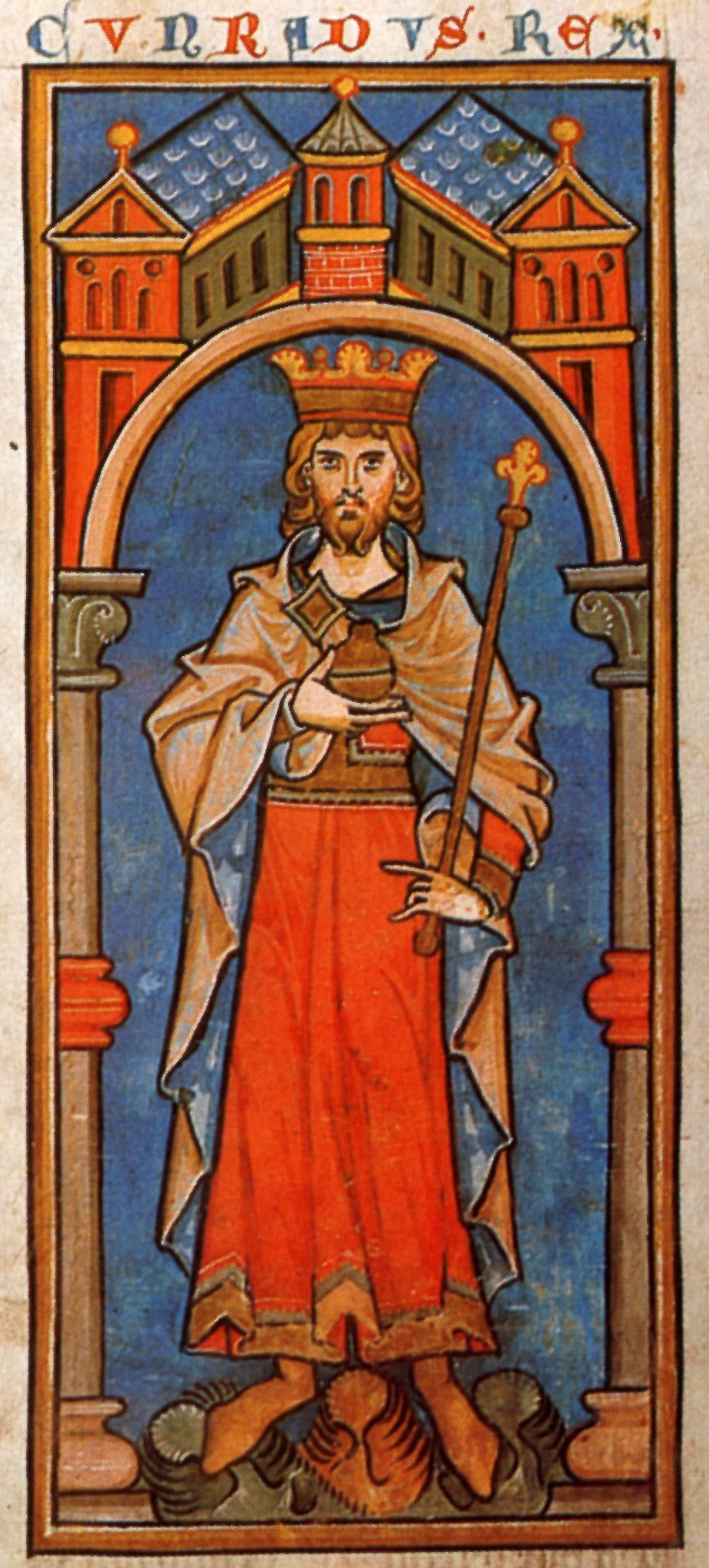
Corrado III di Svevia
Miniatura del XIII secolo

Si stima che la città di Monza contasse circa settemila abitanti. L'agricoltura ne costituiva l'attività prevalente, anche se l'artigianato iniziava a crescervi d'importanza.
Nel 1128, a Monza nella chiesa di San Michele, Corrado III di Svevia, della famiglia degli Hohenstaufen, viene incoronato re d'Italia dall'arcivescovo di Milano Anselmo Pusterla
Nel 1134 (o, secondo altri storici, nel 1135) nasce a Monza Gerardo dei Tintori, fondatore di un ospedale presso le rive del Lambro.
Nel 1135 Corrado III deve cedere il proprio regno a Lotario II (secondo un'altra numerazione, Lotario III). Nello stesso anno papa Innocenzo II prende la Chiesa di Monza sotto la protezione apostolica e ne conferma i beni e i privilegi.
L'anno successivo Lotario garantisce al clero monzese l'indipendenza da Milano: Monza riacquista così la propria autonomia che non è solamente limitata al governo feudale di terre e di beni, ma è estesa anche al potere spirituale: infatti, mentre è negata ad altri, all'arciprete di Monza è confermata la facoltà di ordinare i chierici della propria chiesa (anno 1150); naturalmente tale autonomia non fu mai assoluta, non potendosi svincolare completamente dall'autorità del vescovo di Milano.

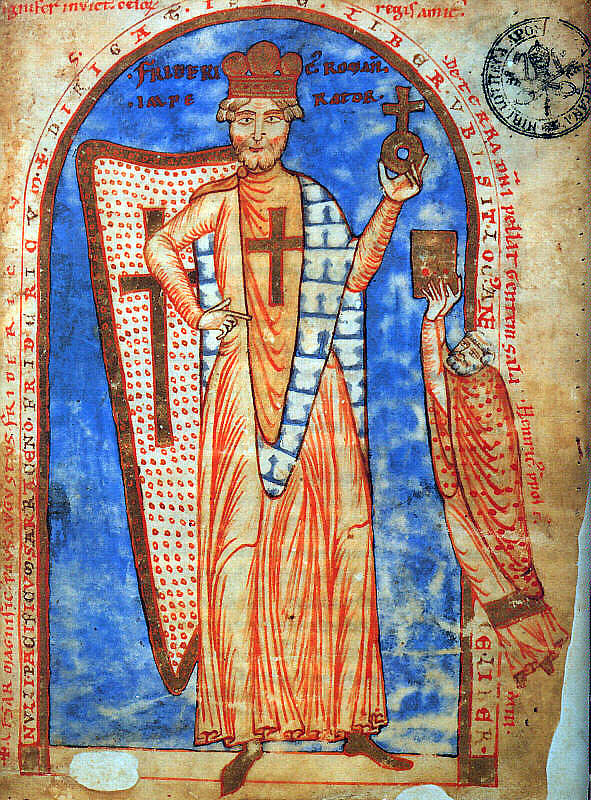
Federico I
Miniatura da manoscritto del 1188

Amizo de Modoetia è Console nell'anno 1141.
Federico I Barbarossa succede allo zio Corrado III di Svevia. L'imperatore giunge a Monza una prima volta nel 1155 dove gli viene offerta la corona con cui verrà incoronato a Pavia nella settimana di Pasqua dello stesso anno.
Nel 1158 Federico dichiara Monza sua sede  e suo possesso personale e le concede anche la "curraria" (cioè il diritto di riscuotere la dogana sulle strade), diritto solitamente concesso solo alle città di "sede regia".
In questo periodo la città torna ad assumere grande importanza e riacquista la propria indipendenza da Milano, città fortemente ostile all'imperatore.
Seguono gli anni delle lotte contro Milano e le altre città della Lega che culminano con la distruzione di Milano nel 1162. 
L'anno successivo Federico stabilisce a Monza il suo centro amministrativo e vi vuole anche un palazzo sul Lambro per tenervi corte e amministrare la giustizia. Monza conosce una forte espansione edilizia.
Nel 1185 Enrico VI, figlio del Barbarossa, è incoronato re a Monza, in occasione delle sue nozze con Costanza d'Altavilla, erede del Regno Normanno.
L'indipendenza monzese dura fino al 1185 quando il Barbarossa, conclusa con la Lega la pace di Costanza, abbandona la città al predominio di Milano che la sottomette nuovamente e si appropria del Tesoro del Duomo.
Rogerius de Modoetia è ricordato come Console nell'anno 1187.

### XIII secolo

Stemma del Comune di Monza

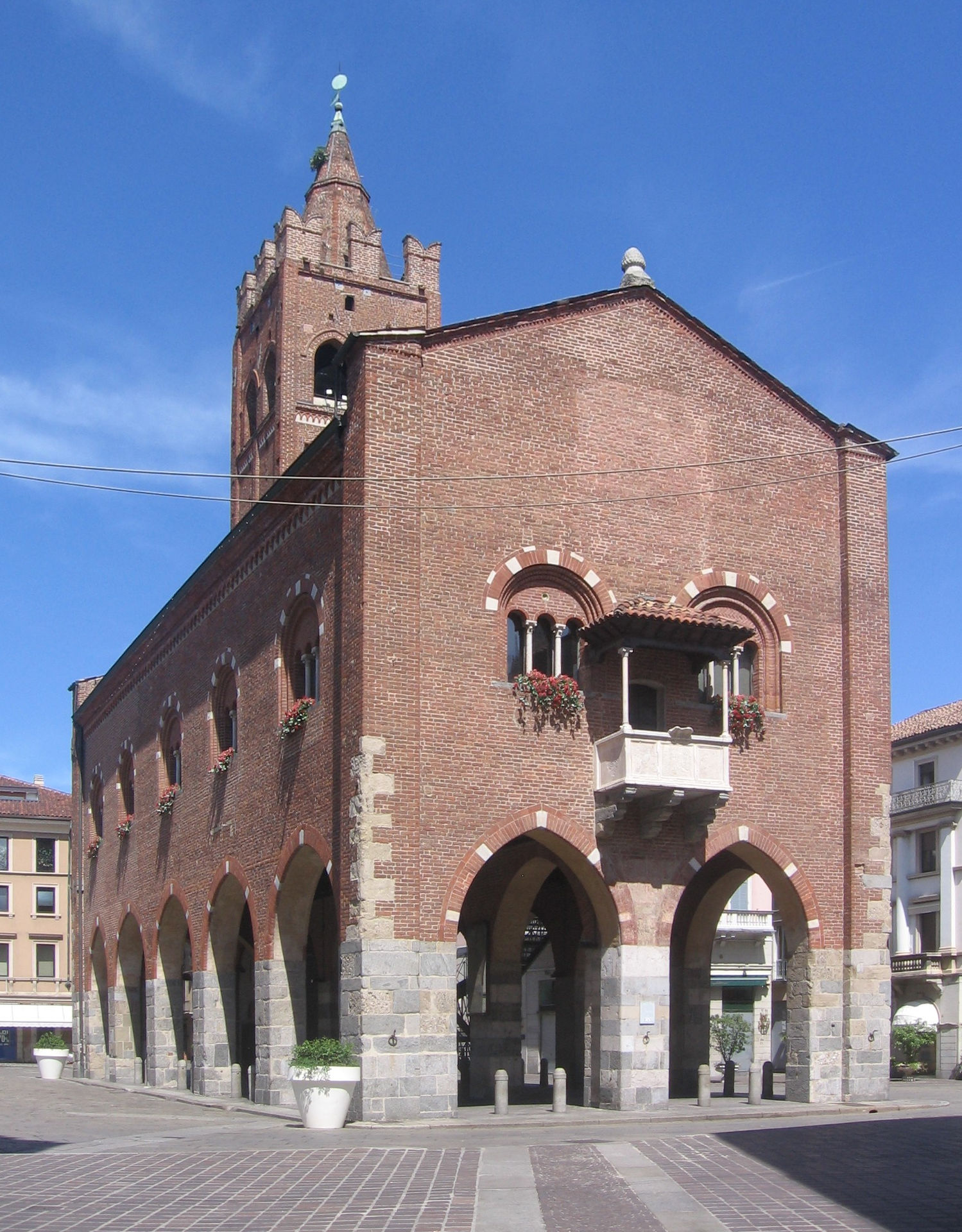
L'Arengario di Monza

Già all'inizio del XII secolo Monza era un luogo fortificato; con il libero Comune era venuta a cambiare la stessa struttura medioevale della città. Infatti, all'attività agricola si affiancava la lavorazione artigianale dei panni e, in grandi cascine fuori dalle mura, si sviluppava la lavorazione delle lane.
Il Comune di Monza trova il suo simbolo distintivo nell'Arengario. Il palazzo civico destinato a contrapporsi idealmente al Duomo, centro del potere religioso viene costruito alla fine del Duecento. Per il governo cittadino anche a Monza compare la figura del Podestà.
Agli anni dell'età comunale risale anche il primo stemma della città di Monza: uno scudo azzurro nel quale campeggia una Luna crescente di colore rosso, con un bianco semicerchio al mento. Se ne trova una rappresentazione nel Codice degli Statuti del Comune di Monza conservato nella Biblioteca capitolare del Duomo.
Altro luogo tipico duecentesco è il cosiddetto Pratum magnum, grande area aperta destinata a mercato (corrisponde all'odierna piazza Trento e Trieste).
In questo periodo il Comune è nuovamente legato, per le scelte politiche, a quello di Milano che nel 1221 sostiene Monza, il cui podestà era stato scomunicato dall'arcivescovo di Milano Enrico da Settala.
Nel 1242, per aiutare i milanesi che erano in lotta contro Federico II, l'Arciprete di Monza Alberico da Oreno acconsente ad impegnare i tesori della città; al momento della loro restituzione è mancante un calice d'oro massiccio detto magno.
Per sostenere una seconda guerra contro Federico II, i milanesi chiedono in prestito un calice d'oro monzese; per la sua restituzione è necessario far ricorso alla scomunica che venne comminata nel 1254: il calice viene restituito, ma mancante di diciassette gemme, come risulta da un inventario del 1275.

Aliprandi.

Ormai Monza è sempre più legata alle vicende di Milano e deve condividerne le vicende ed i nemici:
nel 1255 la città viene saccheggiata dai Ghibellini e nel 1259 Ezzelino da Romano cerca d'impadronirsi del castello, ma ne viene respinto mentre il borgo è messo a ferro e fuoco.
Era comunque destino che il tesoro della basilica passasse ancora di mano in mano come pegno a garanzia dei prestiti ricevuti: nel 1273 è presso gli Umiliati di Sant'Agata (attuale chiesa del Carrobiolo) in Monza e nel 1311 viene impegnato presso alcuni banchieri che per sicurezza lo trasferiscono ad Avignone. Tra i membri della delegazione era anche Martino Aliprandi, residente a Milano, ma appartenente alla importante famiglia di Monza. Solo nel 1319 il tesoro verrà restituito a Monza grazie a Matteo I Visconti, già Vicario imperiale e Signore di Milano.

Visconti.

Monza rimane coinvolta nelle lotte tra i Della Torre ed i Visconti.
È presidiata da soldatesche milanesi nel 1275.
Dopo la decisiva vittoria viscontea nella Battaglia di Desio del 1277 è occupata dalle truppe dell'Arcivescovo Ottone Visconti e del marchese Guglielmo di Monferrato (1278); l'anno successivo la città venne dichiarata possesso del podestà e del popolo milanese.

## Epoca moderna

### I Visconti e gli Sforza

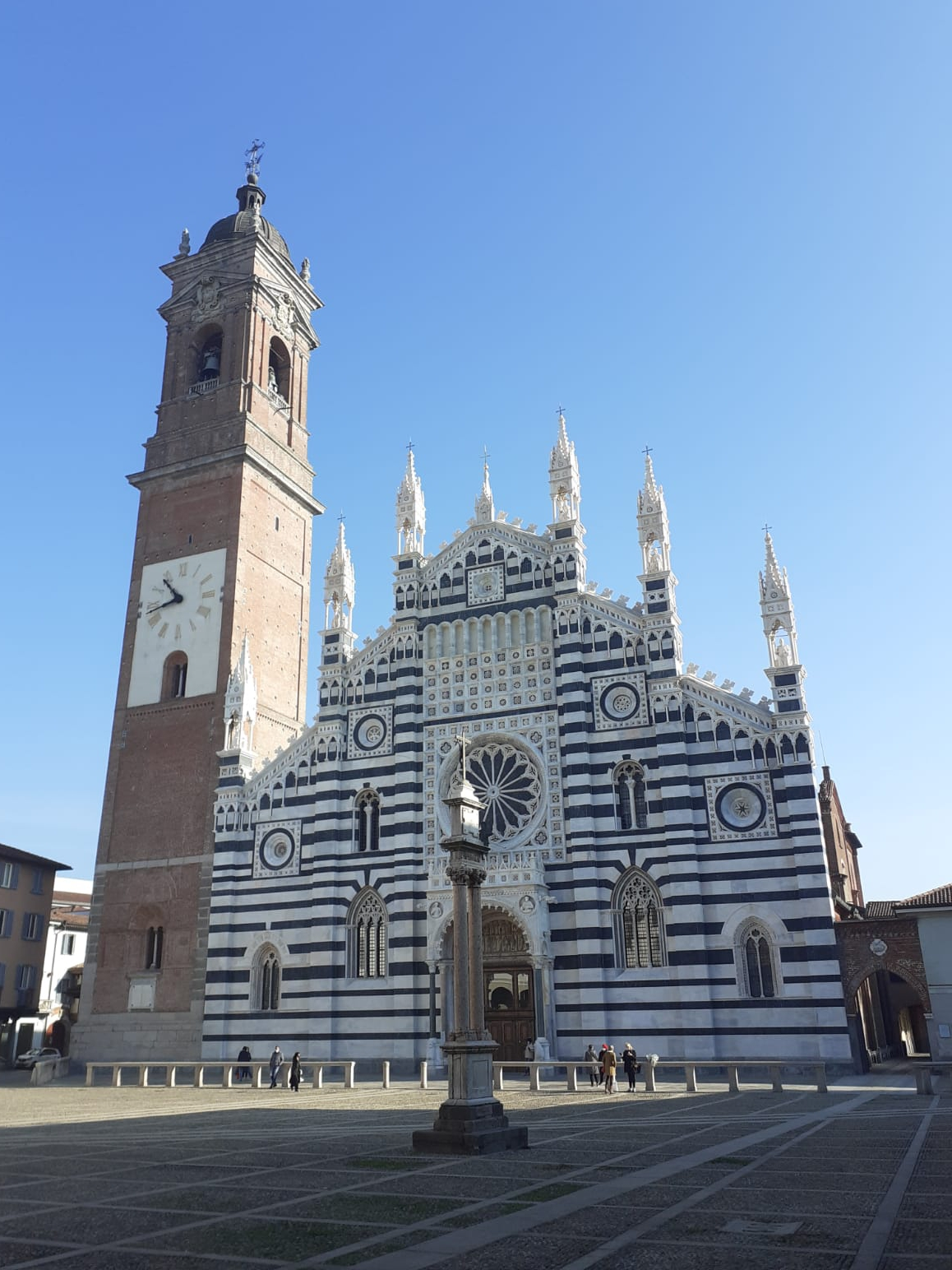
Il Duomo di Monza

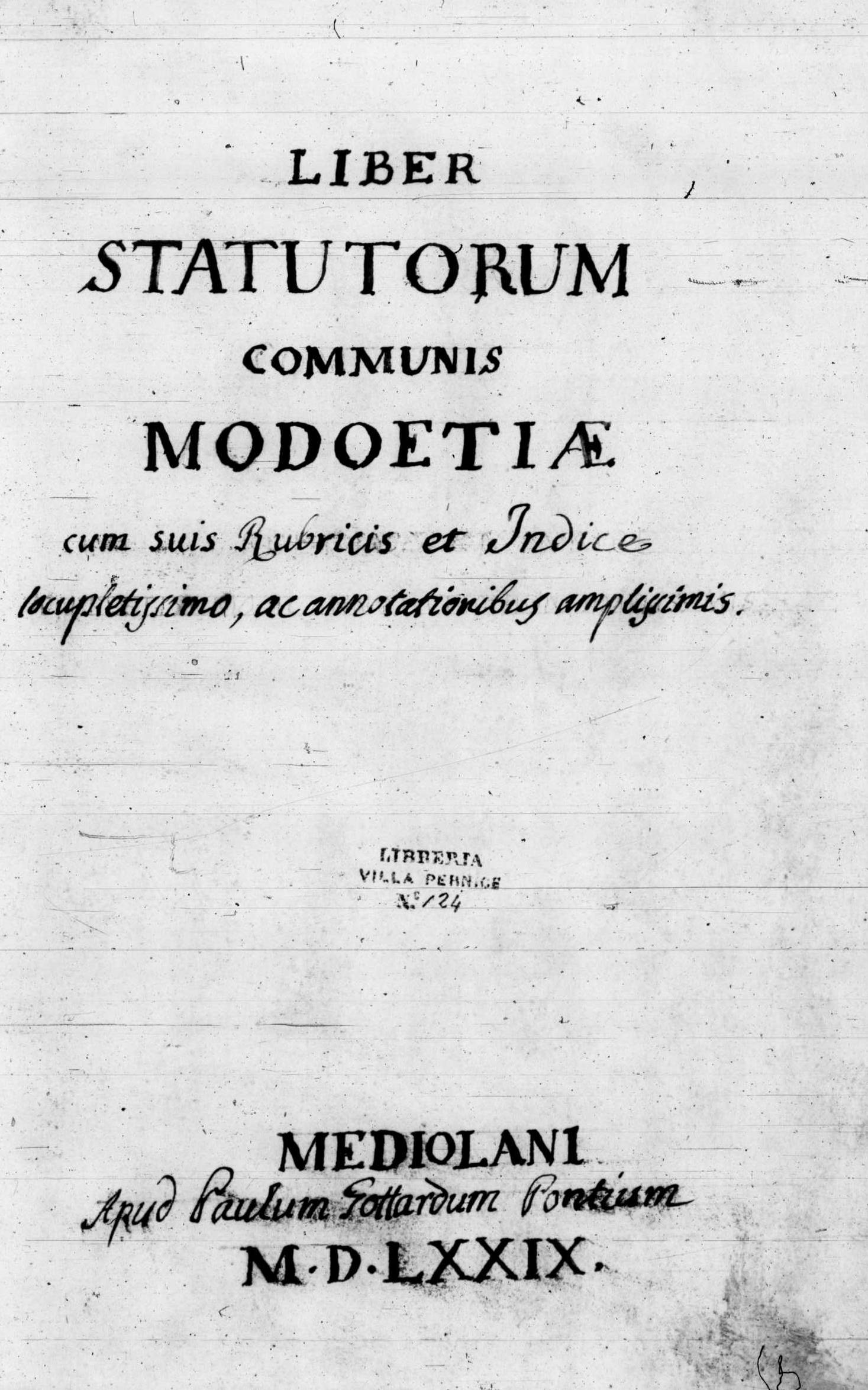
Gli statuti di Monza (Liber statutorum communis Modoetiae), 1579

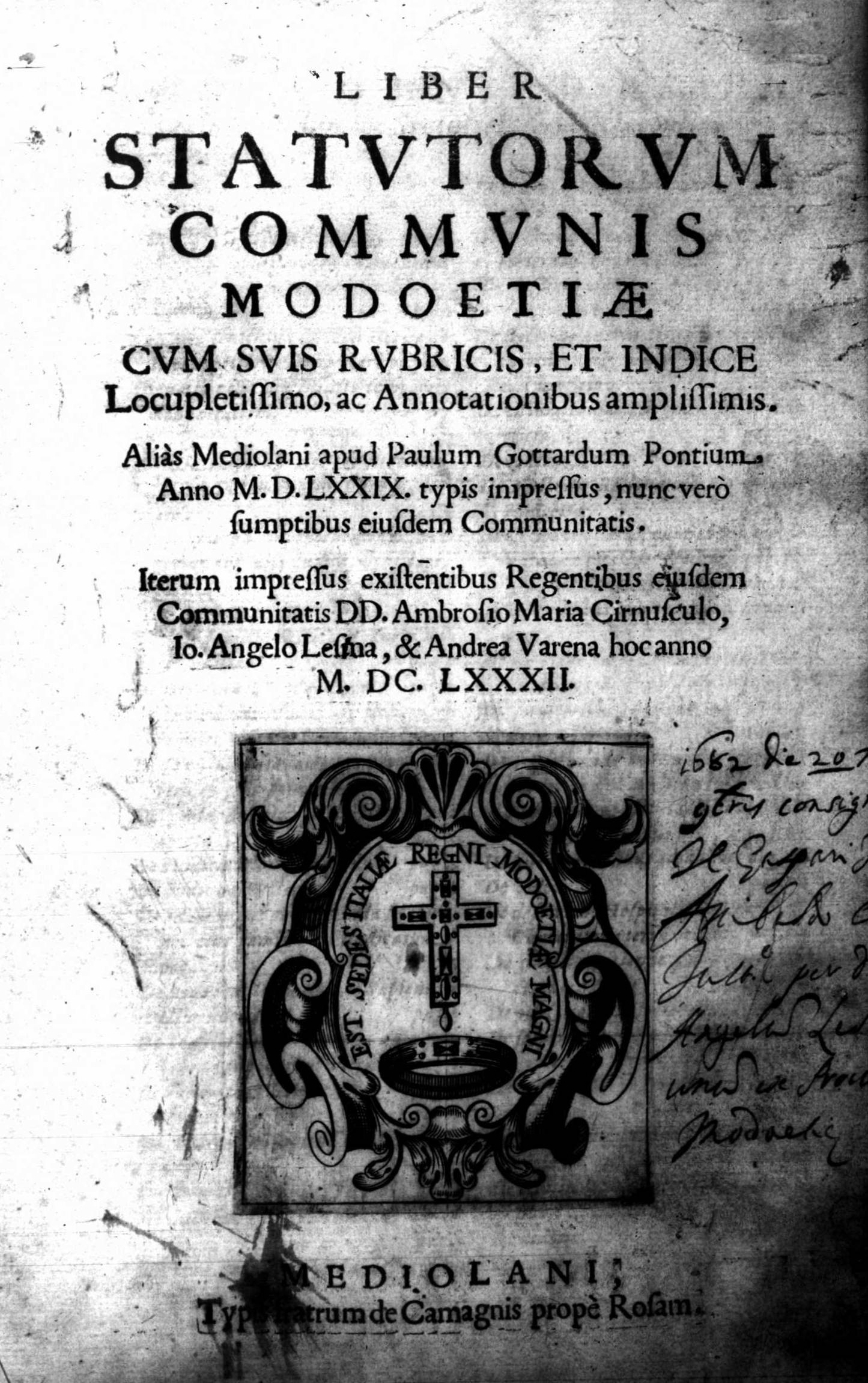
Gli statuti di Monza (Liber statutorum communis Modoetiae), 1682

L'anno 1300, primo Giubileo nella storia della Cristianità, vede l'inizio dei lavori di ricostruzione del Duomo, promossi da Matteo Visconti.
Il nuovo imperatore Arrigo VII, nel 1311, non trova a Monza la Corona ferrea (alienata dai Torriani) e si fa confezionare un'apposita corona per essere incoronato re dei Romani. Nel 1312 Monza aderisce alla fazione ghibellina.
Enrico Aliprandi, membro dell'eminente famiglia monzese, aderisce alla fazione dei Torriani, arruola molti soldati al suo comando e viene acclamato Signore di Monza dal popolo nel 1322.
Nello stesso 1322 Luchino Visconti e Francesco da Garbagnate fanno demolire la cinta muraria di Monza per impedirle di difendersi dagli attacchi provenienti dalla parte di Milano.
Nel 1325 Galeazzo I, conquistata la città dopo un lungo assedio, pone mano a nuove grandi opere di difesa: la biforcazione del fiume Lambro (il Lambretto) e la costruzione di un castello, il terzo, in Monza.
La prima costruzione consisteva in una torre alta quarantadue metri, che divenne luogo terribile di prigionia (la prigione dei "Forni"). Il Castello di Monza venne successivamente ampliato, tanto che si dovette abbattere una chiesa (Santa Maria d'Ingino), e furono costruite altre due torri in riva al fiume Lambro.

Nel 1327 proprio lo stesso Galeazzo I viene rinchiuso nei "Forni" di Monza per ordine dell'Imperatore Ludovico il Bavaro e ne verrà liberato l'anno successivo.
Nell'aprile del 1329 Pinalla Aliprandi, con un manipolo di cavalieri viscontei, riconquista Monza, occupata dalle truppe di Ludovico IV il Bavaro, giovandosi anche dell'aiuto portogli dal fratello Martino e, nel maggio dello stesso anno, respinge un tentativo dello stesso imperatore di impadronirsi della città.
Azzone Visconti concede che Monza sia nuovamente cinta di mura: i lavori hanno inizio nel 1333 e si protraggono fino al 1381.

Martino Aliprandi è podestà di Monza dal 1334 al 1336, ove cura la costruzione delle mura e la fortificazione della rocca.
Con la costruzione delle nuove mura alle tre antiche porte della città se ne aggiungono altre, per un totale di sette, fortificate e munite di ponti levatoi: la porta Nuova (verso Milano), la Carnaia (sempre verso Milano), la porta di San Biagio, quella del Carrobiolo, di Lecco, de Gradi e di Lodi.
Nell'anno 1354 il papa Innocenzo VI proclama l'indiscusso diritto di Monza di imporre in Duomo la Corona d'Italia, la Corona ferrea.
Nel 1380 Gian Galeazzo Visconti dona il Castello di Monza alla moglie Caterina che poi vi morirà nel 1404, imprigionatavi dal figlio Giovanni Maria.
Un'epidemia di peste si diffonde nel 1402.
Nel 1407 Estorre Visconti è proclamato Signore di Monza e vi fa coniare una propria monetazione; alla morte di Giovanni Maria Visconti (1412) è acclamato Duca di Milano, contendendo così la successione a Filippo Maria Visconti, ma deve poi riparare nel Castello di Monza dove viene assediato: colpito ad una gamba da una pietra lanciata da una macchina d'assedio, muore per gli esiti della frattura il 7 gennaio 1413. La resistenza continua per opera di una donna, Valentina Visconti, eroica figlia di Barnabò e moglie di Giovanni Aliprandi. Soltanto il 1º maggio 1413, agli estremi dei viveri e delle forze, acconsentì a capitolare nelle mani del capitano ducale che dirigeva l'assedio, Francesco Bussone, detto "il Carmagnola".
La peste ritorna a colpire nel 1424. Giacomo Castiglioni è governatore di Monza dal 1427 al 1436.

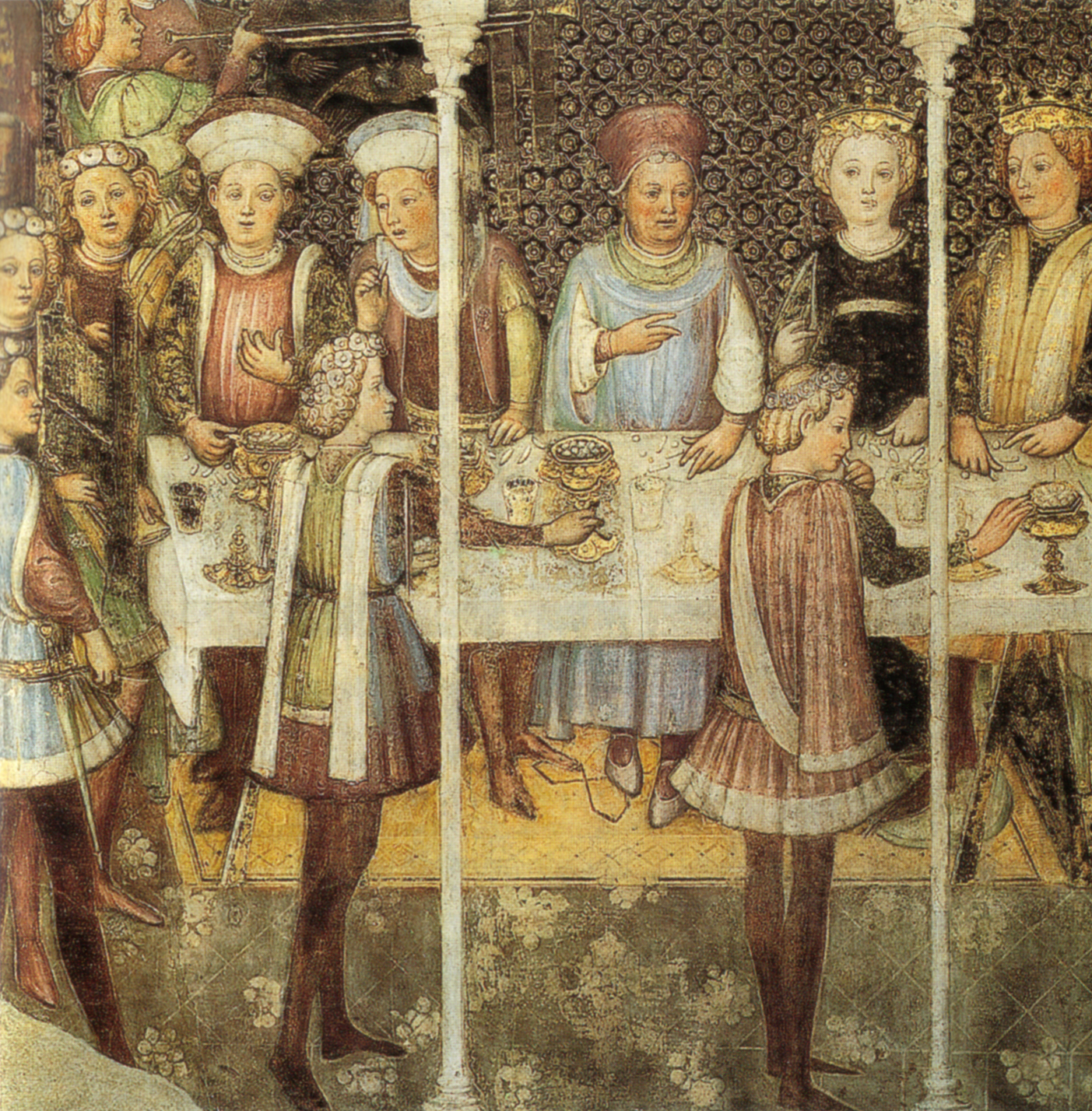
Storie della regina Teodolinda

Sul finire della Signoria viscontea la bottega dei fratelli Zavattari porta a termine nel Duomo di Monza l'affresco delle Storie di Teodolinda (1440-1446).

Sforza

La signoria dei Visconti continua su Monza fino alla morte dell'ultimo Duca, Filippo Maria (1447); ad essa succede, con le vicende del Ducato di Milano, quella di Francesco I Sforza al quale Monza si arrende nel 1449. Suo figlio Galeazzo Maria nomina castellano di Monza Andrea Simonetta, fratello di Cicco.

### Dai francesi agli spagnoli
Nel 1500 il re di Francia Luigi XII, sconfitto e fatto prigioniero Ludovico il Moro, occupa il Ducato di Milano e Monza ne segue le vicende.
Sconfitti i francesi dalla Lega Santa, tra il 1512 e il 1515, Massimiliano Sforza è nuovamente Duca. Ma dopo la battaglia di Marignano (1515) Francesco I s'impossessa del Ducato di Milano estromettendone lo Sforza.
Nel 1522 il generale Lautrec occupa il castello monzese nel quale convengono altri condottieri italiani.
Con la battaglia di Pavia (1525) i francesi sono sconfitti dalle forze imperiali di Carlo V, e a Francesco II Sforza è restituito il Ducato di Milano.
In Italia la potenza dell'Impero è ormai predominante.

Asburgo di Spagna

A seguito di un'epidemia di peste il Duca Francesco II si rifugia nel castello di Monza fino a quando anche la città non è raggiunta dal morbo.
Nel 1526 Monza sostiene un nuovo assedio.
Antonio de Leyva, governatore di Milano e comandante supremo delle truppe imperiali, nel 1527, saccheggia la città.
Nello stesso anno lo scoppio di una mina provoca la semidistruzione del Castello di Monza.
Antonio De Leyva diviene Signore di Monza nel 1529. Egli si dedica al governo regolando affari ecclesiastici, controllando imposte e dazi e facendo chiudere alcune porte (di Lecco, di Lodi e di Cesare).

Stemma dei De Leyva

Nel 1530 Carlo V, dopo il Congresso di Bologna (1529-1530), viene incoronato con la Corona ferrea.
Francesco II Sforza muore senza eredi nel 1535, si apre quindi la questione della successione al trono del Ducato milanese.
Tra il 1537 ed il 1557 il feudo è governato da Luigi de Leyva.

Alla famiglia de Leyva appartiene Marianna o Suor Virginia, personaggio storico a cui si ispira il Manzoni per la figura della Monaca di Monza.
Nel 1556 il Ducato di Milano passa a Filippo II di Spagna.
Nel 1576 si verifica un'epidemia di peste, la famosa peste di San Carlo, che ha termine nel 1577 dopo aver provocato la morte di numerose persone: viene eretta la Crocetta  nella piazza del Duomo per celebrarvi la messa all'aperto ed evitare il contagio.
Due anni dopo san Carlo Borromeo, unificando il rito in tutta la diocesi, impone anche a Monza quello ambrosiano. I Monzesi, che per gli antichi legami con il patriarcato di Aquileia officiavano da secoli un rito romano misto quello patriarchino-aquileiense, si ribellano appellandosi a papa Gregorio XIII. Questi, forse per evitare che i monzesi esasperassero la situazione ai quei tempi di conflitto religioso con il nascente protestantesimo, revoca il provvedimento del cardinale di Milano: dal 24 giugno 1578 a Monza ritorna il rito romano.
Il 1630 vede infuriare ancora il morbo della peste (ricordata ne I Promessi Sposi) che provoca una profonda crisi demografica ed economica.
Nel 1648 Monza ed il suo territorio divengono proprietà dei Durini, famiglia di ricchi banchieri milanesi che vi fanno erigere vari edifici.
Il Ducato di Milano, e quindi Monza, rimangono soggetti alla corona spagnola fino all'inizio del XVIII secolo. Indubbia è stata la decadenza economica della regione (e in generale di tutta Italia), soprattutto nel XVII secolo.

### Gli Asburgo d'Austria

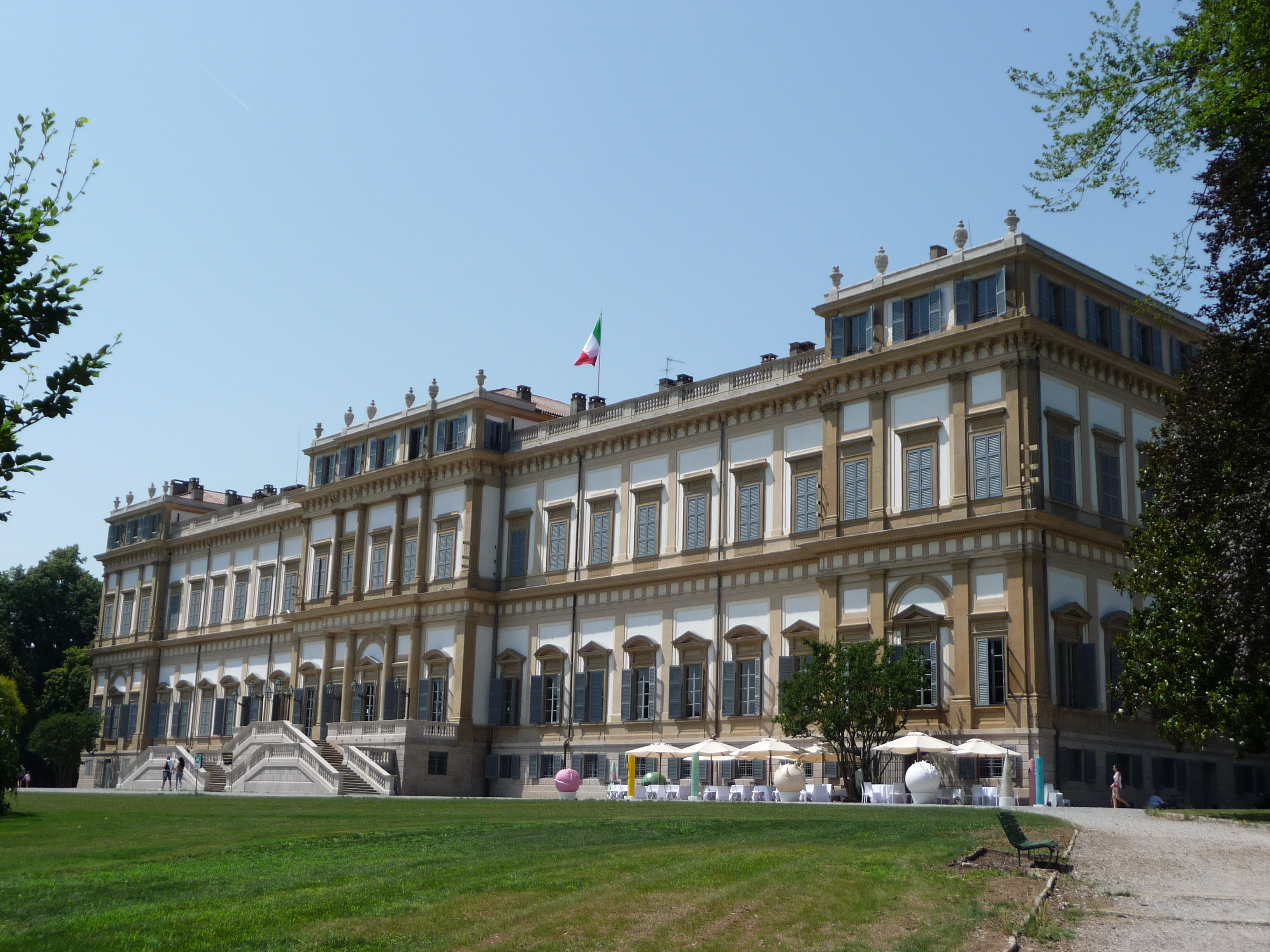
Villa Reale di Monza
la facciata est

Alla fine della guerra di successione spagnola (1713), il Ducato di Milano viene assegnato alla casa degli Asburgo d'Austria. Questo periodo storico corrisponde ad una stagione di rinascita della città, con un notevole sviluppo dell'agricoltura e dell'artigianato.
Vengono costruite le prime ville storiche monzesi.
L'imperatrice Maria Teresa fa edificare per il figlio Ferdinando, governatore di Milano, la Villa Reale (1777-1780). La scelta di Monza era dovuta, oltre che alla bellezza del paesaggio, anche alla posizione strategica e al fatto di essere facilmente collegata a Vienna oltre che per la sua vicinanza con Milano. La costruzione è compiuta in tre anni dall'architetto folignate Giuseppe Piermarini.
A conclusione della campagna d'Italia di Napoleone Bonaparte (1796) il Ducato di Milano viene ceduto alla Repubblica Francese ed entra poi a far parte della Repubblica Cisalpina (che, nel 1802, diverrà Repubblica Italiana).

## Epoca contemporanea

### Napoleone Bonaparte

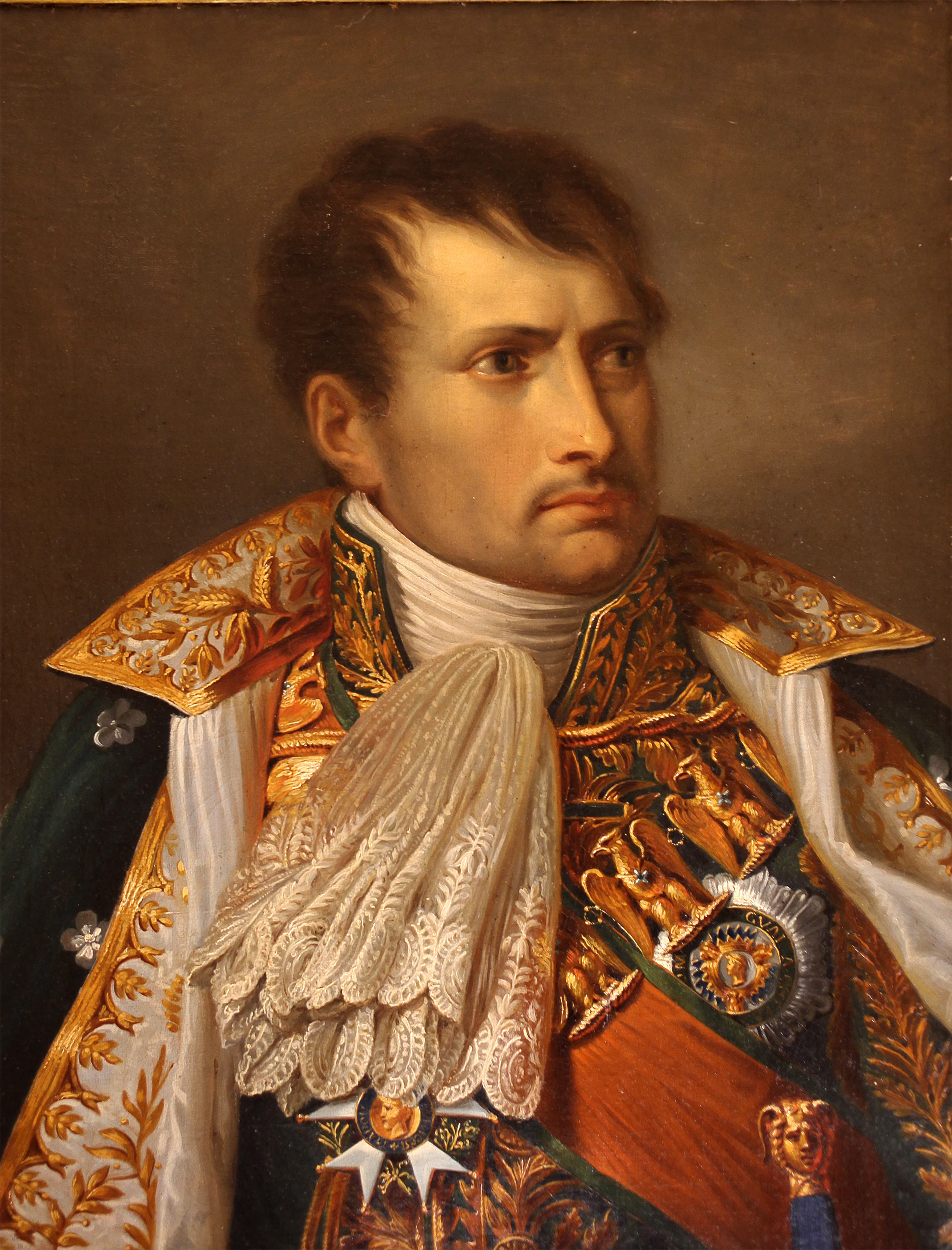
Andrea Appiani, Napoleone Bonaparte come Re d'Italia
Milano, Pinacoteca Ambrosiana

Invisa ai francesi come simbolo del potere aristocratico, la Villa di Monza viene venduta per essere demolita, ma le proteste dei cittadini ne ottengono la salvezza anche se l'abbandono provoca il degrado del complesso.

Come in molti altri luoghi d'Italia, anche a Monza vengono scalpellati gli stemmi nobiliari.
Due terzi degli ori e degli argenti del famoso Tesoro della basilica monzese vengono consegnati alla zecca di Milano, che li trasforma in monete per "rimborsare" le spese di guerra francesi. Bonaparte si impossessa anche dei tesori della basilica e dei libri della Biblioteca capitolare che vanno ad arricchire la Biblioteca nazionale di Francia. Invece la Corona ferrea viene lasciata provvisoriamente a Monza.

Periodo napoleonico:
bandiera del Regno d'Italia (1805-1814)

Nel 1805 la Repubblica Italiana diventa Regno d'Italia con capitale Milano; Monza è inclusa nel Dipartimento d'Olona, Distretto di Monza.
Il 26 maggio 1805 la Corona ferrea è a Milano per l'incoronazione di Napoleone Re d'Italia; se la pone in capo da sé, proferendo la famosa frase "Dio me l'ha data, guai a chi la tocca". Napoleone istituisce anche l'Ordine della Corona ferrea.
Monza riceve il titolo di città imperiale.
Viceré d'Italia è nominato Eugenio di Beauharnais che nell'agosto del 1805 si stabilisce nella Villa di Monza. L'edificio, restaurato, torna a vivere un nuovo brillante periodo e, in questa occasione, assume la denominazione di Villa Reale.
Nel 1807 il castello di Monza è definitivamente demolito; con le sue pietre viene costruito il muro di recinzione del parco voluto dal Beauharnais a complemento della Villa Reale.

### Il ritorno degli Austriaci
Alla caduta del primo Impero (1815) l'Austria ottiene di annettersi i territori italiani del Regno Lombardo-Veneto, ma li governa oppressivamente con propri funzionari: Monza è inclusa nella provincia di Milano.
I Monzesi chiedono la restituzione di tutti i tesori che Napoleone aveva fatto prelevare da Monza. Promotore della richiesta è stato l'arciprete monsignore Prugnola: il 2 marzo 1816, la città ritorna in possesso del Tesoro e dei libri della Biblioteca capitolare. I codici ritornano ed in parte anche ben rilegati, ma dal tesoro risulta mancante la Corona di Agilulfo, rubata e fusa a Parigi.
Per decreto dell'imperatore d'Austria Francesco I nell'anno 1816 Monza diviene ufficialmente una città. Nel 1818 l'arciduca Ranieri, viceré del Regno Lombardo-Veneto, torna ad utilizzare la Villa di Monza.

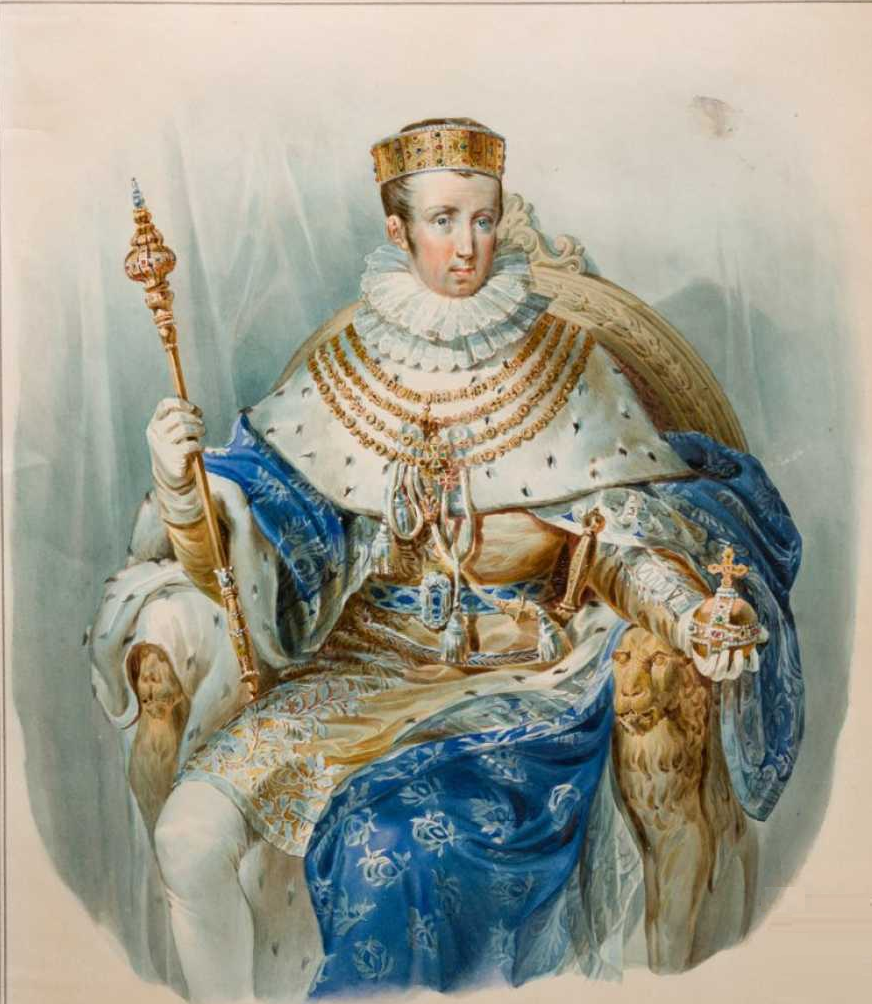
Ferdinando I d'Austria in un disegno di Alessandro Sanquirico, nelle vesti di re del Lombardo-Veneto, con la Corona ferrea sul capo

Il successivo imperatore d'Austria Ferdinando I si fa incoronare re del Lombardo Veneto a Milano con la Corona ferrea (6 settembre 1838) e, con l'occasione, estende vari benefici alla città.

Il 17 agosto 1840 parte da Monza diretto a Milano alla stazione di Porta Nuova al Ponte delle Gabelle il treno inaugurale della prima linea ferroviaria del Lombardo Veneto che collega le due città.

Vengono aperte nuove strade, tra cui la via Ferdinandea (l'attuale via Vittorio Emanuele); nel 1842 il ponte dei Leoni è eretto vicino all'antico ponte romano di Arena; viene installata l'illuminazione notturna a gas.
L'artigianato della lavorazione della lana va decadendo mentre diventano sempre più importanti quella del feltro e la collegata industria del cappello.

### Il Risorgimento

Le guerre d'Indipendenza.

Durante le cinque giornate di Milano (22-23 marzo 1848) anche Monza insorge cacciando la guarnigione austriaca del reggimento Geppert.
I patrioti monzesi, unitisi ai Lecchesi, combattono poi a Milano a porta Tosa (oggi porta Vittoria). Scacciati gli Austriaci, a Monza si forma una "Guardia cittadina" alla quale le donne monzesi regalano il vessillo.
Dopo la prima guerra di indipendenza, al ritorno degli austriaci nel 1849, il generale Radetzky e poi l'arciduca Massimiliano (fratello dell'imperatore Francesco Giuseppe e poi imperatore del Messico) si insediano nella Villa Reale.
La cosa che importava di più era, come al solito, il tesoro della basilica che, prelevato dal Generale Radetzky, era stato portato a Mantova nel 1849 ma restituito nello stesso anno.
Nel 1859, alla fine della seconda guerra di indipendenza, tutta la Lombardia è liberata dagli austriaci ed entra a far parte del Regno di Sardegna. Ma il tesoro e la Corona ferrea, dopo una sosta a Verona, dagli austriaci erano stati trasferiti a Vienna; il tutto ritornerà solennemente a Monza solo alla conclusione della terza guerra di indipendenza, il 6 dicembre 1866. E a Monza la Corona ferrea rimane definitivamente, con due sole eccezioni: nel 1878, quando, a Roma, è posta sul feretro di Vittorio Emanuele II e durante le due guerre mondiali quando è messa al sicuro in Vaticano.

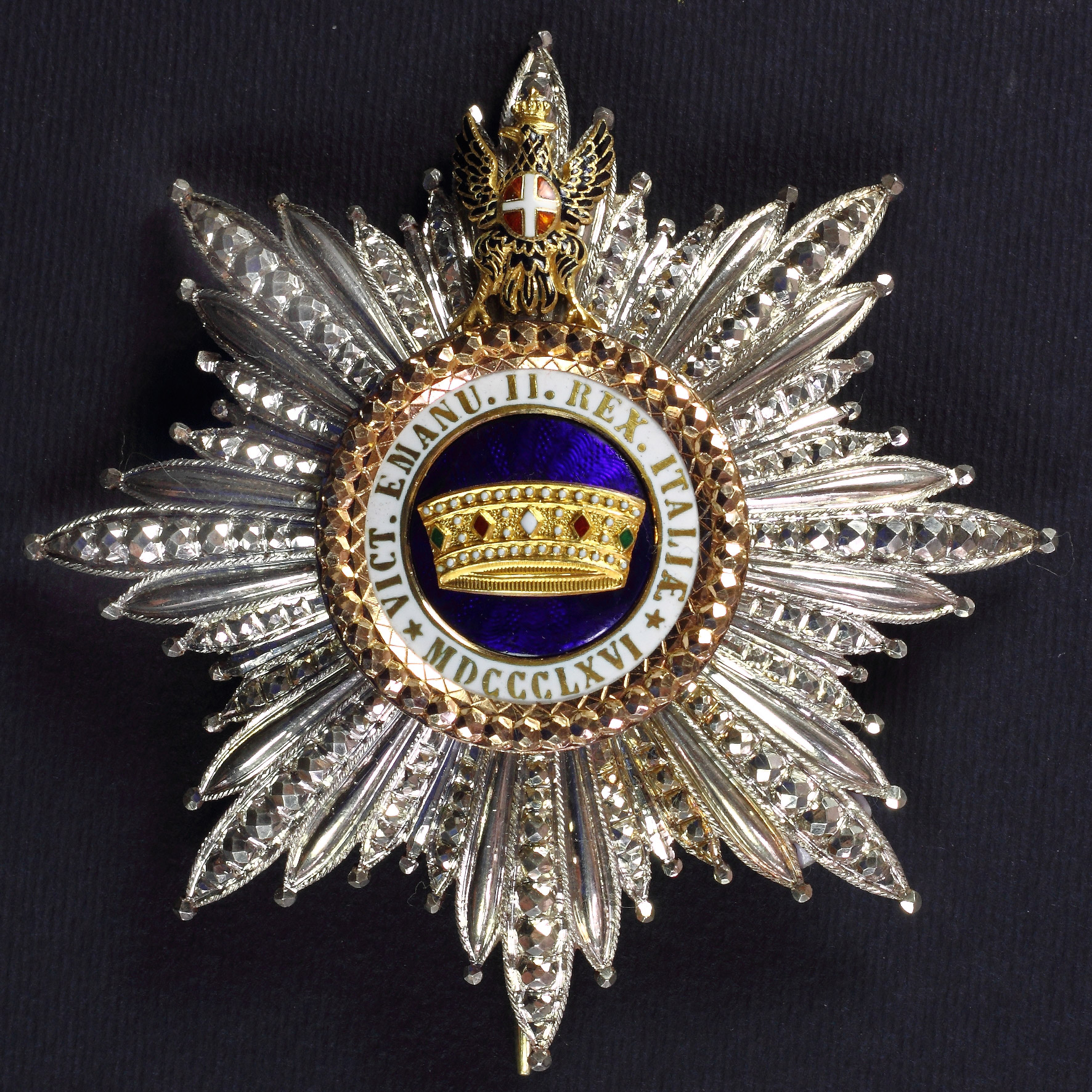
Stella dell'Ordine della Corona d'Italia

Il 1860 è l'anno della spedizione di Garibaldi in Sicilia: un giovane studente monzese, Achille Mapelli, abbandonati gli studi in legge, si arruola volontario con i Mille.
Nel 1861, all'indomani della proclamazione del Regno d'Italia, la città conta circa 25.000 abitanti.
Nel 1862 Giuseppe Garibaldi visita Monza. Alla morte dell'eroe, dopo venticinque anni dalla sua visita, Monza gli dedicherà un monumento, marmo dello scultore Bazzaro, collocato nell'omonima piazza.
Nel 1868 re Vittorio Emanuele II istituisce l'Ordine della Corona d'Italia nella cui insegna compare la Corona ferrea.

### Il secondo '800
Già da secoli le acque del Lambro fornivano forza motrice all'attività dei numerosi mulini monzesi, di cui un esempio è il Mulino Colombo, e questa opportunità aveva favorito lo sviluppo di un artigianato cittadino. Dalla metà del XIX secolo si assistette alla trasformazione delle tradizionali attività artigianali, tessitura della seta, produzione di cappelli, tessitura del cotone, e, in Brianza, lavorazione del legno e produzione di mobili, in una moderna industria manifatturiera.
In particolare negli ultimi due decenni del secolo la fisionomia di Monza come città industriale si accentuò notevolmente. Avevano raggiunto una significativa importanza il settore tessile (cotonificio Fossati), quello legato alla meccanica (Officine meccaniche Alfredo Zopfi & C.) e all'elettricità (batterie Hensemberger), e soprattutto l'industria del cappello (cappellifici Cambiaghi, Valera e Ricci, Carozzi, Meroni, Paleari e Ferrario).
La produzione di cappelli si era imposta a Monza fin dal XVII secolo, quando era stato strappato a Milano il primato produttivo in virtù dei minori costi e dell'esenzione dai dazi cittadini, e negli ultimi decenni dell'Ottocento si era riconvertita in una fiorente industria manifatturiera di proporzioni europee.
L'importanza del settore per Monza fu tale che la città, nota allora come "Città del cappello", tra fine ottocento e inizio novecento divenne il principale centro di produzione di cappelli al mondo, sede della Federazione italiana dei cappellai e, dal 1921 al 1926, anche della Federazione internazionale dei cappellai, il sindacato internazionale dei lavoratori di categoria. L'industria entrò in crisi durante il ventennio fascista e non riuscì più a ricostituirsi nel dopoguerra, se non in piccole realtà.
Nel 1870 entrò in funzione la biblioteca civica, ospitata dapprima in varie sedi comunali (poi, nel 1938, verrà trasferita nell'antico seminario trasformato nel palazzo degli Studi).
Il 22 agosto 1891 fu inaugurato il primo ospedale monzese dedicato a san Gerardo, compatrono della città insieme a san Giovanni Battista, grazie anche alla cospicua donazione da parte del re Umberto I.
Al 31 dicembre 1895 Monza contava circa 37.500 abitanti stabili, con "31 strade interne" della lunghezza di circa 42 chilometri. Intorno a queste strade vi era la campagna che produceva frumento, mais, foraggi, patate, avena, segale ed ortaggi in genere. Altra fonte di ricchezza era l'allevamento dei bachi da seta (i bigatt) i cui bozzoli venivano lavorati dalle filande della Brianza.
Il 17 agosto 1899 venne fondato il settimanale cattolico "il Cittadino" (direttore l'avv. Filippo Meda), tuttora in attività.

### Il regicidio
(Frase pronunciata da Gaetano Bresci subito dopo il regicidio, in risposta alle accuse della folla)

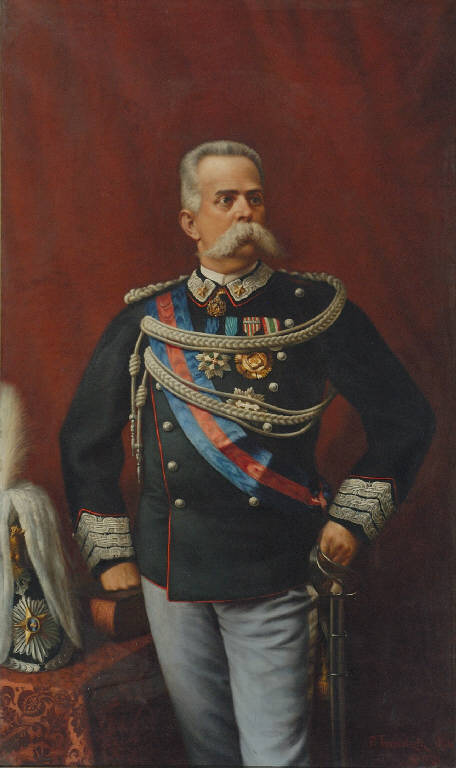
Umberto I in un ritratto di Pietro Tremolada conservato presso Quadreria dei benefattori, Ospedale San Gerardo "vecchio", già Umberto I, Monza

La sera del 29 luglio 1900 a Monza l'anarchico Gaetano Bresci uccise il re d'Italia Umberto I di Savoia mentre salutava la folla dopo un saggio ginnico della società sportiva Forti e Liberi, sparandogli tre o quattro colpi di rivoltella.
Umberto I si trovava a Monza dalla mattina del 21 luglio, in villeggiatura estiva presso la Villa Reale, trascorrendo le giornate tra gite nel Parco e ricevimenti. Il 24 luglio ricevette l'invito a presenziare al saggio finale del concorso ginnico organizzato per la sera di domenica 29 dalla società sportiva Forti e Liberi, presso il campo sportivo di via Matteo da Campione, comunicando però l'intenzione di partecipare alla premiazione finale solo la mattina di sabato 28 luglio.
Gaetano Bresci era tornato da Paterson negli Stati Uniti, dove era emigrato, in Italia a inizio giugno, con l'intento di uccidere il re, per vendicare le sanguinose repressioni compiute nell'ultimo decennio dell'Ottocento contro le proteste popolari, in particolare l'eccidio di centinaia di persone a seguito dei Moti popolari di Milano del 1898, compiuto dal generale Fiorenzo Bava Beccaris su ordine del Governo. Dopo la strage Umberto I conferì a Bava Beccaris la Croce di Grand'Ufficiale dell'Ordine Militare di Savoia e la nomina a senatore.

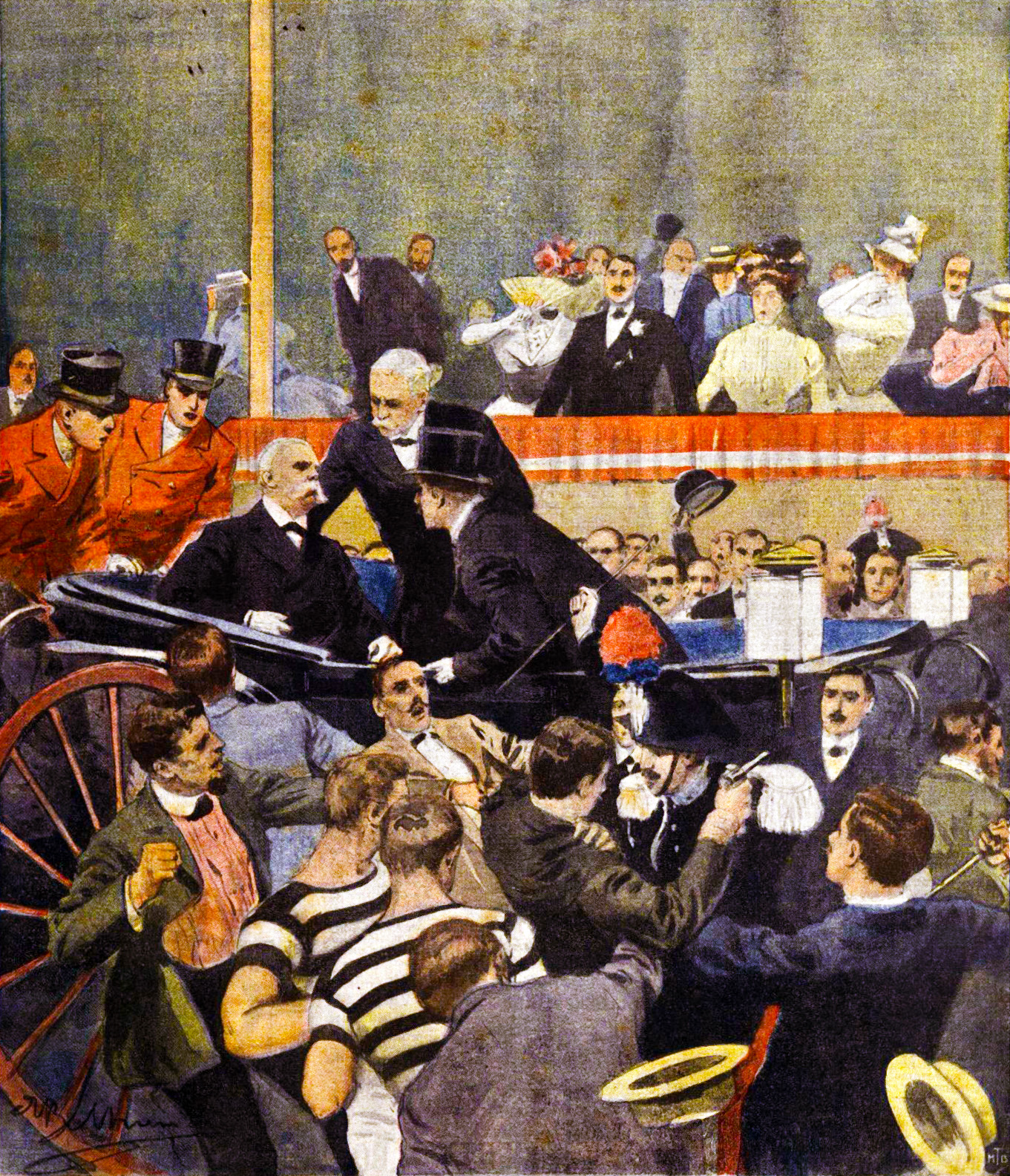
Il regicidio, nella celebre illustrazione di Achille Beltrame, sulla copertina della Domenica del Corriere.

Bresci giunse a Monza il 27 luglio 1900, con in valigia la rivoltella che aveva comprato a New York, e prese alloggio presso una affittacamere in via Cairoli, nei pressi della stazione. La mattina di sabato 28 luglio si recò in carrozza al parco, in quei giorni aperto al pubblico, per fare un sopralluogo e informarsi sulle abitudini del re, venendo a sapere che la sera successiva avrebbe partecipato alle premiazioni del saggio ginnico della Forti e Liberi.
La sera di domenica 29 Umberto I, lasciò dopo cena la Villa Reale in carrozza e giunse al poco distante campo sportivo di via Matteo da Campione alle 21.30 in punto, raggiunse il palco reale, assistette alle ultime prove ginniche e salutò gli atleti durante le premiazioni, intrattenendosi in particolare con quelli provenienti da Trento sul tema nazionalistico delle terre irridente. Malgrado i due precedenti attentati subiti dal re, le misure di sicurezza erano molto scarse.
Alle ore 22.30 circa, terminate anche le premiazioni, Umberto I lasciò la tribuna e salì sulla carrozza reale.
Gaetano Bresci, che non era riuscito ad avvicinarsi alla carrozza prima dell'ingresso nel campo sportivo, era entrato e aveva guadagnato le prime file tra il pubblico nei pressi del palco reale, in una posizione che avrebbe reso impossibile la fuga dopo il regicidio. Mentre suonava la marcia reale e il re stava ancora salutando la folla, Bresci esplose tre o quattro colpi di rivoltella in rapida successione, ferendo mortalmente Umberto I al cuore, al polmone e alla spalla. La carrozza si allontanò velocemente, il re ebbe il tempo di dire al generale Ponzio Vaglia, in carrozza con lui, "Credo non sia niente", perse conoscenza dopo pochi istanti e morì dopo aver raggiunto il cortile della Villa Reale.
Il corpo di Umberto I, ormai privo di vita, fu portato a braccia sulle scalinate della Villa Reale, dove lo attendeva la regina Margherita di Savoia, e fu deposto su un letto, dove i medici presenti non poterono che constatare la morte del sovrano. Dopo che il corpo fu lavato e ricomposto, vi fu un breve momento di preghiera in cui la regina Margherita affermò: "Questo è il peggior delitto che sia stato commesso in questo secolo".
Gaetano Bresci senza opporre resistenza si lasciò arrestare dai carabinieri, che con fatica riuscirono a sottrarlo al linciaggio della folla facendolo salire su una carrozza; sia l'anarchico che i gendarmi furono immediatamente circondati e colpiti da pugni e bastonate, e quando Bresci fu infine tradotto alla caserma in piazza San Paolo aveva il volto contuso, il naso sanguinante, il petto ferito e la camicia a brandelli.
Intorno alle ore 23.00 fu trasportato alla caserma dei carabinieri di Monza dove nella notte subì il primo interrogatorio, dichiarando di professare principi anarchici, di aver commesso il regicidio di sua iniziativa e di non essere membro di alcuna associazione politica.
La notte del 30 luglio Bresci fu rinchiuso nel carcere di Monza e lasciò infine la città la mattina del 2 agosto, quando venne portato nel carcere di Milano.
Subito dopo il regicidio a Monza furono bloccate tutte le comunicazioni e proibiti i dispacci telegrafici. Partirono solo il telegramma della regina Margherita per il principe e quello del generale Vaglia per il Presidente del Consiglio Giuseppe Saracco.
La notizia si sparse rapidamente per Monza, le strade si svuotarono e i caffè furono chiusi. Intorno alle 5.30 arrivarono da Milano quaranta carabinieri per presidiare la Villa Reale nel timore di disordini o sollevazioni popolari, paure che si rivelarono infondate.
Il successore di Umberto I, Vittorio Emanuele III, giunse a Monza la sera del 31 luglio, tra ingenti misure di sicurezza, per rendere omaggio alla salma del padre. Dopo l'incoronazione, in sua memoria fece edificare la cappella Espiatoria in via Matteo da Campione, nel luogo dell'assassinio. Il memoriale fu progettato dall'architetto Giuseppe Sacconi, che morì a lavori iniziati da poco, e completato dal suo allievo Guido Cirilli, che introdusse varie modifiche al progetto originale.
A seguito della costruzione la società Forti e Liberi fu spostata nell'attuale sede, edificata prospiciente alla Cappella, in via Cesare Battisti.

## Gli inizi del XX secolo
All'inizio del secolo Monza conta 41.200 abitanti; nel 1911 è annoverata tra gli otto centri più industrializzati d'Italia. Le attività principali rimangono quelle legate alla lavorazione del cotone, alla meccanica e alle industrie dei cappellifici.
La prima guerra mondiale (1915-1918) ha coinvolto anche Monza come le altre città d'Italia; alla fine della guerra la città ha voluto ricordare i suoi seicento caduti con il grandioso monumento (1932) dello scultore E.Pancera, posto in piazza Trento e Trieste (l'antica piazza del mercato).
Nel periodo tra le due guerre mondiali l'assetto industriale della città non subì modifiche sostanziali, pur registrando notevoli incrementi nei volumi di produzione. Lo sviluppo edilizio conseguente fu notevole e talvolta disordinato; nel 1925 si cercò di mettere ordine in materia urbanistica con un apposito piano regolatore.

Furono abbattute le antiche costruzioni che sembravano di ostacolo, fu modificata l'antica piazza del mercato nell'attuale piazza Trento e Trieste in fronte alla quale fu costruito il nuovo Palazzo del Comune su disegno dell'architetto Brusconi.
Nel 1922, da un ramo dell'Umanitaria di Milano, era stato creato a Monza l'ISIA (acronimo di Istituto Superiore di Industrie Artistiche) all'interno del complesso della Villa Reale. L'ISIA ha costituito una novità assoluta nel panorama scolastico italiano dell'epoca divenendo subito un'importante fucina di arti applicate ed un vivace stimolo culturale, sia nazionale che internazionale, grazie al livello dei direttori e alla scelta dei talenti artistici chiamati a tenervi lezione.
All'interno del parco vengono costruiti l'autodromo (1922) e un campo da golf (1925).
Il nuovo cimitero è terminato nel 1930 su progetto dell'architetto Stacchini.
La popolazione monzese raggiunse nel 1931 le 60.000 unità.
Vengono modificati il corso del Lambro e la piazza Garibaldi con la costruzione del Palazzo di Giustizia (architetto Bartesaghi) sul luogo dell'antico ospedale. Negli stessi anni viene sistemata la piazza Roma con la fontana delle Rane.

### La seconda guerra mondiale
La seconda guerra mondiale comportò per la città di Monza bombardamenti, distruzioni e vittime civili e, dopo il 1943, l'occupazione nazista.
Nel corso della guerra Monza non fu direttamente coinvolta in scontri ma fu oggetto di ripetuti bombardamenti e mitragliamenti da parte dell'aviazione anglo-americana durante tutti e cinque gli anni di conflitto: il primo bombardamento, dei razzi illuminanti a scopo intimidatorio, risale al 17 giugno 1940, appena sette giorni dopo l'ingresso dell'Italia in guerra, e l'ultimo nella notte dell'11 aprile 1945.
Due sirene avvertivano la popolazione: una in centro città gestita dai vigili del fuoco e una, collegata alla prima, su un edificio della Philips in via Borgazzi, coadiuvate nel corso dei frequenti bombardamenti del 1945 dalla campana maggiore del Duomo di Monza. Le difese antiaeree cittadine, insufficienti, furono due batterie contraeree per tutta l'area di Monza e Lissone, spostate nel 1943, due mitragliere sulla Casa della GIL, e, dopo l'occupazione nazista, delle postazioni per cannoni poste fra San Fruttuoso e il Rondò. Le principali vie di comunicazione furono dotate di trincee paraschegge e durante il giorno addetti del comune ogni due o tre chilometri segnalavano con bandierine bianche l'avvicinarsi di velivoli nemici.
Subito dopo le leggi razziali e ancor di più durante gli anni della guerra su pressione del podestà Ulisse Cattaneo, in Monza si verificarono persecuzioni nei confronti delle due famiglie ebree monzesi, i Colombo e i Levi, che avranno entrambe tra i loro componenti vittime nel campo di concentramento di Auschwitz, e di altri ebrei residenti o transitanti per Monza, i fratelli Nüremberg, il milanese sfollato Enzo Namias, morto anch'egli ad Auschwitz, e sette ebrei ricoverati presso la casa di cura Villa Biffi, tra cui Clara Finzi, deportata dopo il parto, e Dorotea Pisetzky, malata psichica deportata al campo di concentramento di Bolzano presso Gries e uccisa dalle sevizie delle guardie, oggi sepolta nel campo ebraico del Cimitero Monumentale di Milano.
Già durante i primi anni di guerra erano attivi in Monza dei gruppi antifascisti che si riunivano clandestinamente nello studio dell'avvocato Fortunato Scali. Nel corso del 1943, un gruppo di antifascisti monzesi, guidati da Gianni Citterio, militante del PCI e figura centrale della Resistenza cittadina, fondarono il "Fronte di azione antifascista", organizzazione politica clandestina che stampava anche il giornale "Pace e Libertà" nella casa di Antonio Gambacorti Passerini presso Olgiate Calco, fino alla caduta del fascismo nel settembre 1943. Il gruppo fu attivo nella propaganda antifascista, mediante la diffusione di volantini e di manifesti, e sarà la base da cui si costituirà il CLN monzese.
Nella resistenza cittadina è da ricordare anche la figura del monzese Giovanni Battista Stucchi, alpino tornato dalla spedizione italiana in Russia che si unì alla lotta partigiana dopo la caduta del Fascismo nel 1943, ricoprendo ruoli di primo piano come membro socialista del Comando militare del CLNAI e Comandante militare unico della Repubblica partigiana dell'Ossola.
L'8 settembre 1943, in occasione dell'armistizio, Gianni Citterio, con i membri del "Fronte d'azione antifascista" e i rappresentanti dei partiti democratici, si rivolse alla cittadinanza dal balcone del Municipio, incitando i monzesi alla resistenza e alla lotta armata contro il fascismo e contro l'invasore tedesco.
Pochi giorni dopo, il 12 settembre 1943, ebbe inizio l'occupazione nazista di Monza, le truppe della Wehrmacht entrarono in città e insediarono il comando presso il macello comunale (tra via Mentana e via Buonarroti). Seguì una capillare occupazione della città con la complicità dei comandi fascisti locali, l'insediamento del comando di piazza nella casa del Fascio, di un presidio militare presso San Fruttuoso e del comando operativo delle SS per tutta l'Italia settentrionale ovest nelle ville attorno alla Villa Reale.
Nel corso dell'occupazione, dall'aprile 1944, si distinse per brutalità e torture l'Ufficio politico investigativo, istituito dai fascisti repubblichini in dipendenza della Guardia Nazionale Repubblicana con compiti di investigazione e repressione dei reati politici, di cui uno dei tre distaccamenti aveva sede in Monza. La repressione antipartigiana, in collaborazione coi tedeschi, fu portata avanti con interrogatori violenti e torture sistematiche nella Villa Reale e nelle adiacenti ville di via Tommaso Grossi, nel macello comunale, dirimpetto al carcere di via Mentana allora in uso, e nella Casa della GIL, oggi Urban Center. Nel quadro della repressione fascista furono attive anche le Brigate Nere cittadine, con soprusi e requisizioni alla popolazione, e la "Banda Pennacchio", una banda di repressione aggregata al comando delle SS monzese.
Negli anni dell'occupazione in città si verificarono anche cinque esecuzioni sommarie. 
- Il 9 aprile 1944 quattro militari bresciani (Salvatore Livolsi, Giuseppe Medaglia, Antonio Simoni e Battista Zambelli), di stanza al Casermone del Rondò, furono immediatamente fucilati dopo essere stati uditi cantare in camerata Bandiera Rossa.
- Il 17 aprile 1944, due partigiani di Lissone, Remo Chiusi e Mario Somaschini, accusati di un attacco con bombe a mano nella loro città, furono torturati nella Villa Reale e poi uccisi nei pressi.
- Il 9 novembre 1944 due partigiani di un gruppo di Arcore, il capo del gruppo Giuseppe Centemero e Alberto Paleari, monzese più volte sfuggito alla deportazione per lavoro coatto, furono catturati dai fascisti, torturati alla Casa del Fascio e, già moribondi, uccisi con un colpo di pistola in Piazza Trento e Trieste.
- Il 25 gennaio 1945 Vittorio Michelini, Raffaele Criscitiello e Alfredo Ratti, capo e membri della cellula monzese del Fronte della Gioventù, il movimento partigiano fondato da Eugenio Curiel, furono catturati dopo un'azione per tentare di sottrarre delle armi alla caserma di via Volturno, torturati nella Villa Reale e poi fucilati nei Boschetti reali.
- Il 16 marzo 1945, in seguito all'uccisione di un maresciallo tedesco dell'aviazione, Fritz Bachl, mentre passeggiava con una giovane donna, di cui esecutore e motivazioni restano sconosciute, furono condotti in via Silvio Pellico, nello stesso luogo dell'assassinio, cinque giovani reclusi nel carcere di Monza per attività antifasciste: Pietro Colombo, Luigi dell'Orto, Giovanni Inzoli, Giuseppe Malfasi e Gianfredo Vignati, e lì fucilati per rappresaglia. I tedeschi obbligarono i passanti, tra cui alcuni bambini, ad assistere alla strage.[50]

A queste occorre aggiungere l'uccisione delle uniche due cadute della Resistenza brianzola, entrambe operanti a Monza: Salvatrice Benincasa, catanese di nascita, arrestata con l'accusa di spionaggio durante una missione di infiltrazione presso i comandi tedeschi di cui restano sconosciute circostanze e obiettivi, torturata nella Casa della GIL e uccisa il 18 dicembre 1944 al vicino ponte sul Lambro; e Elisa Sala, già più volte arrestata e seviziata, torturata nella Villa Reale e uccisa a Sovico da membri dell'Ufficio politico investigativo il 17 febbraio 1945.
La mattina del 25 aprile 1945, con la città ancora sotto occupazione nazista e con un'ingente presenza fascista, mentre le brigate partigiane calavano da tutta la Brianza, i membri del CLN monzese cercarono un incontro con il comando tedesco per evitare scontri sanguinosi e rappresaglie sulla popolazione. Tale colloquio segnò anche l'ultima presenza documentata del sergente delle SS Siegfried Werning, criminale di guerra che farà perdere le proprie tracce.
L'incontro, senza che si raggiungesse un accordo di resa, comportò una "tregua d'armi" dettata dallo stallo a partire dalle ore zero del 25 aprile stesso, per cui i tedeschi non interferirono con gli eventi dell'Insurrezione, riuscendo così a limitare gli scontri armati avvenuti in città tra il 25 e il 26 aprile 1945, che registrarono però alcune vittime civili. Il 26 aprile si insediò il CLN in Municipio e venne nominato primo sindaco della Liberazione il socialista Enrico Farè, membro del CLN e già ultimo sindaco della città prima del Fascismo, che il 30 aprile nominò la giunta municipale.
Il 29 aprile 1945 fecero il loro ingresso in città i militari americani della 1ª divisione corazzata, prendendo contatto, grazie alla mediazione dell'arciprete di Monza monsignor Giovanni Rigamonti, con le SS ancora asserragliate nel loro quartier generale e imponendogli la resa. Il 30 aprile 1945 i tedeschi lasciarono quindi la città.
Al termine della guerra Monza contò ottantatré caduti per mano nazifascista tra partigiani e deportati, tra cui Gianni Citterio, decorato con la Medaglia d'oro al valor militare alla memoria, Ferdinando Tacoli, Medaglia d'argento al valor militare alla memoria, a cui è stata dedicata la scuola elementare situata nel quartiere Triante, e Elisa Sala.

### Dopoguerra
Nella seconda metà del secolo la città conosce un notevole incremento di popolazione e un conseguente sviluppo edilizio.
Con lo sviluppo delle varie attività si manifestano i problemi legati al traffico e ai collegamenti con i centri vicini, soprattutto con Milano.

### Il nuovo millennio
All'inizio del secolo Monza conta circa 120.000 abitanti.
L'Università degli Studi di Milano-Bicocca pone in Monza il suo campus per le Facoltà di medicina e chirurgia e di Scienze dell'organizzazione.
I Musei Civici trovano sistemazione nella Casa degli Umiliati.
Per l'importanza economica propria e del circondario, la città diventa capoluogo della Provincia di Monza e della Brianza (11 giugno 2004).
Nella primavera del 2009 viene completata la controversa risistemazione della piazza Trento e Trieste (l'antico Pratum magnum medievale). Con l'occasione viene riportato alla luce parte del decorso della roggia anticamente usata dagli artigiani tessitori.

## Bibliografia

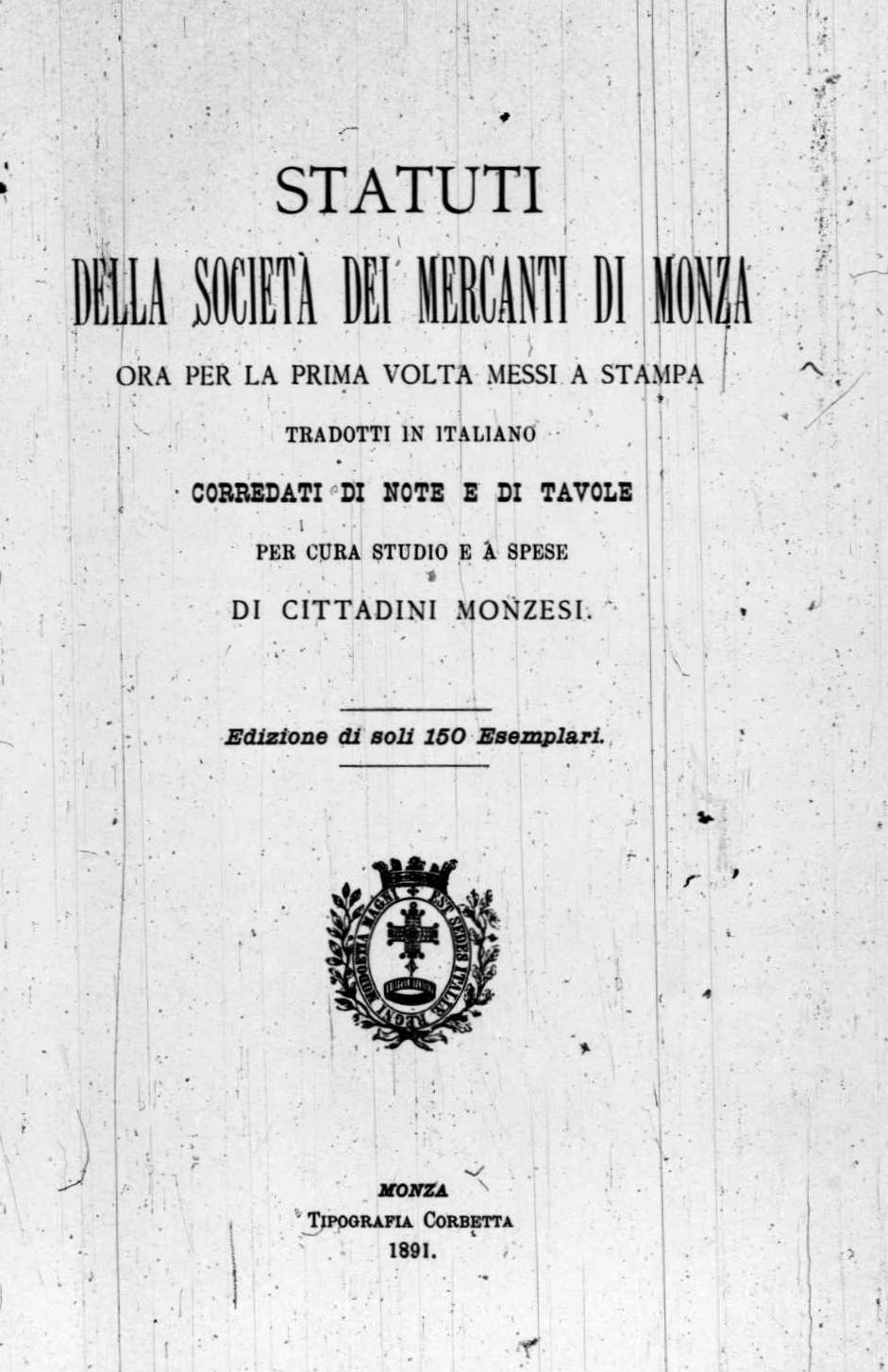
Statuti della società dei mercanti di Monza, 1891